# Zdeněk Svěrák
Zdeněk Svěrák (* 28. března 1936 Praha) je český dramatik, scenárista, herec, autor písňových textů a spisovatel. Po studiu na gymnáziu a Vysoké škole pedagogické, kterou dokončil roku 1958, odešel společně se svou budoucí manželkou učit do severozápadních Čech, nejprve do Měcholup a poté do Žatce. Po čtyřech letech pedagogickou dráhu opustil a začal pracovat v Československém rozhlase. Zde se stal jedním z autorů rozhlasového pořadu Nealkoholická vinárna U Pavouka, v němž vznikla postava nedoceněného českého velikána Járy Cimrmana. V rozhlase také poznal hudebníka Jaroslava Uhlíře, s nímž od té doby spolupracuje.
Roku 1967 vzniklo Divadlo Járy Cimrmana zkoumající odkaz Járy Cimrmana. Pro toto divadlo připravil Svěrák první hru pojmenovanou Akt a na dalších třinácti se pak spoluautorsky podílel s Ladislavem Smoljakem. Ve všech hrách divadla Svěrák hraje. Se Smoljakem začali psát i filmové scénáře a v natočených filmech se obvykle jako herci také objevovali. Některé scénáře, například pro filmy Vrchní, prchni nebo Tři veteráni, psal Svěrák sám.
Během osmdesátých let 20. století spolupracoval Svěrák také s režisérem Vítem Olmerem, v jehož několika filmech rovněž hrál. Na začátku devadesátých let téhož století začal Zdeněk Svěrák psát scénáře, podle nichž filmy natáčel jeho syn Jan. Vznikly tak snímky Obecná škola, Kolja, Tmavomodrý svět či Vratné lahve. Film Kolja získal krom jiného Oscara za nejlepší cizojazyčný film roku 1996.
Od roku 1994 spolupracuje s Centrem Paraple, které pečuje o pacienty s poraněním míchy odkázané na invalidní vozík. Vedle dramat a filmových scénářů píše též písňové texty, které i zpívá, a pohádky či povídky. Je autorem tří povídkových knih nazvaných Povídky, Nové povídky a Po strništi bos. Připravil též televizní večerníček Radovanovy radovánky. Za své dílo získal několik ocenění, a to nejen v České republice, ale také v zahraničí.

## Životopis

### Mládí
Svěrák se narodil do rodiny Františka Svěráka, pracovníka v rozvodných energetických závodech na pražském Bohdalci, a jeho manželky Růženy rozené Synkové. Otec se vyučil zámečníkem a vedle toho navíc pronikal do elektrikářského oboru, v němž se navíc samovzdělával prostřednictvím četby odborného časopisu Radioamatér. Postupně se v zaměstnání vypracoval až na vedoucího rozvodny, a to i přes to, že nebyl inženýrem. Navíc si například sám dokázal sestrojit televizor, zbudovat úl nebo ušít bačkory. Růžena Svěráková pracovala celý život v domácnosti a její manžel si zakládal na tom, že dokáže vydělat tolik finančních prostředků, aby jeho manželka mohla zůstávat doma a pečovat o výchovu jejich dětí.

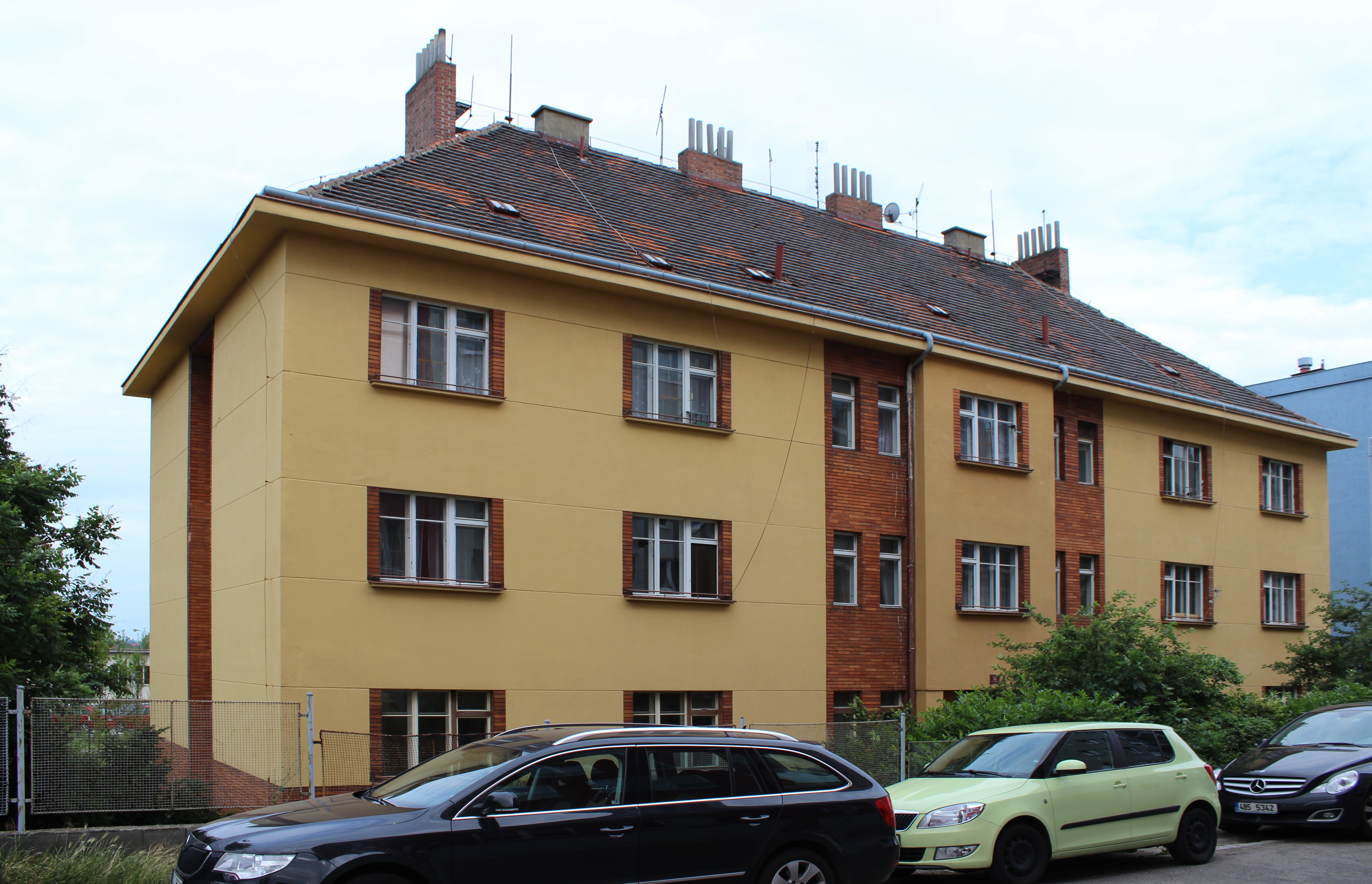
Dům na pražském Bohdalci, v němž Svěrákovi bydleli

Manželé Svěrákovi se brali v roce 1929 a nastávající byla v té době již těhotná. Dítě se narodilo ještě v témž roce a dostalo jméno Zdeněk. V pěti letech (roku 1934) ale Zdeněk stoupl na rezavý hřebík a následně zemřel na sepsi. Rodiče ztrátu těžce nesli a maminka se ze žalu pokusila i o sebevraždu. Druhé dítě se manželům Svěrákovým narodilo v březnu 1936 a dostalo také jméno Zdeněk. Rodiče se o svého druhého syna po prožité zkušenosti s prvním dítětem velmi báli a úzkostlivě dbali, aby se mu něco nestalo. Posléze se jim ještě narodilo třetí dítě, dcera Božena, která se pak v dospělosti živila jako prodavačka v potravinách a následně se odstěhovala za Prahu do Třebotova, kde pečuje o svoji domácnost.

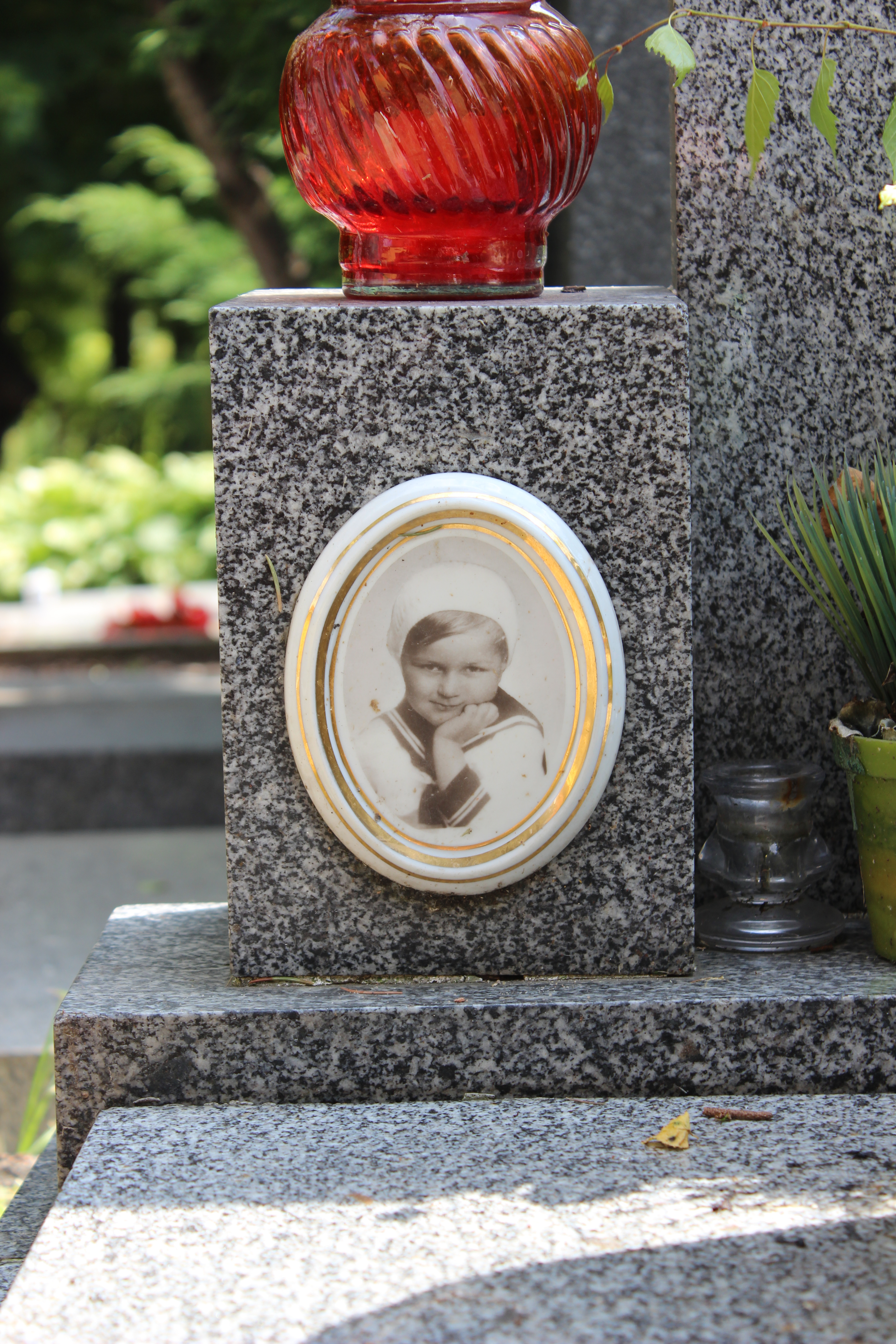
Podobizna staršího bratra stejného jména, Zdeňka Svěráka (1929–1934), na rodinném hrobě na Vršovickém hřbitově

Před druhou světovou válkou a na jejím počátku bydlela rodina Svěrákových na pražském Bohdalci, a to ve služebním bytě, jenž patřil podniku, v němž pracoval Zdeňkův otec. Jednomu z Němců se však byt Svěrákových líbil a měl o něj zájem. Označil proto Zdeňkova otce za nespolehlivého. V roce 1942 ho tak propustili ze zaměstnání a spolu s tím musel vrátit užívaný služební byt. Celá rodina se proto odstěhovala do otcova rodiště, do Kopidlna, kde Svěrák chodil do druhé a třetí třídy základní školy. Po válce (v roce 1945) se vrátili zpět do Prahy na Bohdalec.
V dětství se Zdeněk chtěl stát řidičem pekařského auta, posléze prezidentem nebo průvodčím. Podle rad z časopisu Rádce z Předmostí zkoušel v mládí také chovat holuby a včely, avšak ne s příliš velkým úspěchem. Když začal na Bohdalci chodit do základní školy, seděl hned od první třídy v lavici se svým kamarádem a pozdějším kolegou z divadla Bořivojem Pencem. Byl tak jeho nejstarším kamarádem. Spolu navíc později hráli loutkové divadlo. V mládí Svěrák trochu sportoval (fotbal mu sice příliš nešel, ale uspěl v ledním hokeji a ve volejbale). Učil se též hrát na hudební nástroje. Nejprve na housle, kam ho rodiče přihlásili po návratu z Kopidlna, a pak na tahací pianovou harmoniku, ale příliš mu to nešlo. Od mládí také rád četl. První knížku, kterou si vypůjčil a přečetl, byla Zvířátka a Petrovští. Doma měli svázané celé dílo Aloise Jiráska, doplněné barevnými ilustracemi Adolfa Kašpara. Z něj rodičům nahlas předčítal a asi tam se, podle jeho vlastních slov, zrodila touha něco přednášet před publikem. K jeho dalším oblíbeným autorům patřil Karel Čapek a Jan Neruda či Fráňa Šrámek, jehož verš „Rozlomíš chleba, podáš ženě půl“ z básně Splav si dal i na své svatební oznámení.

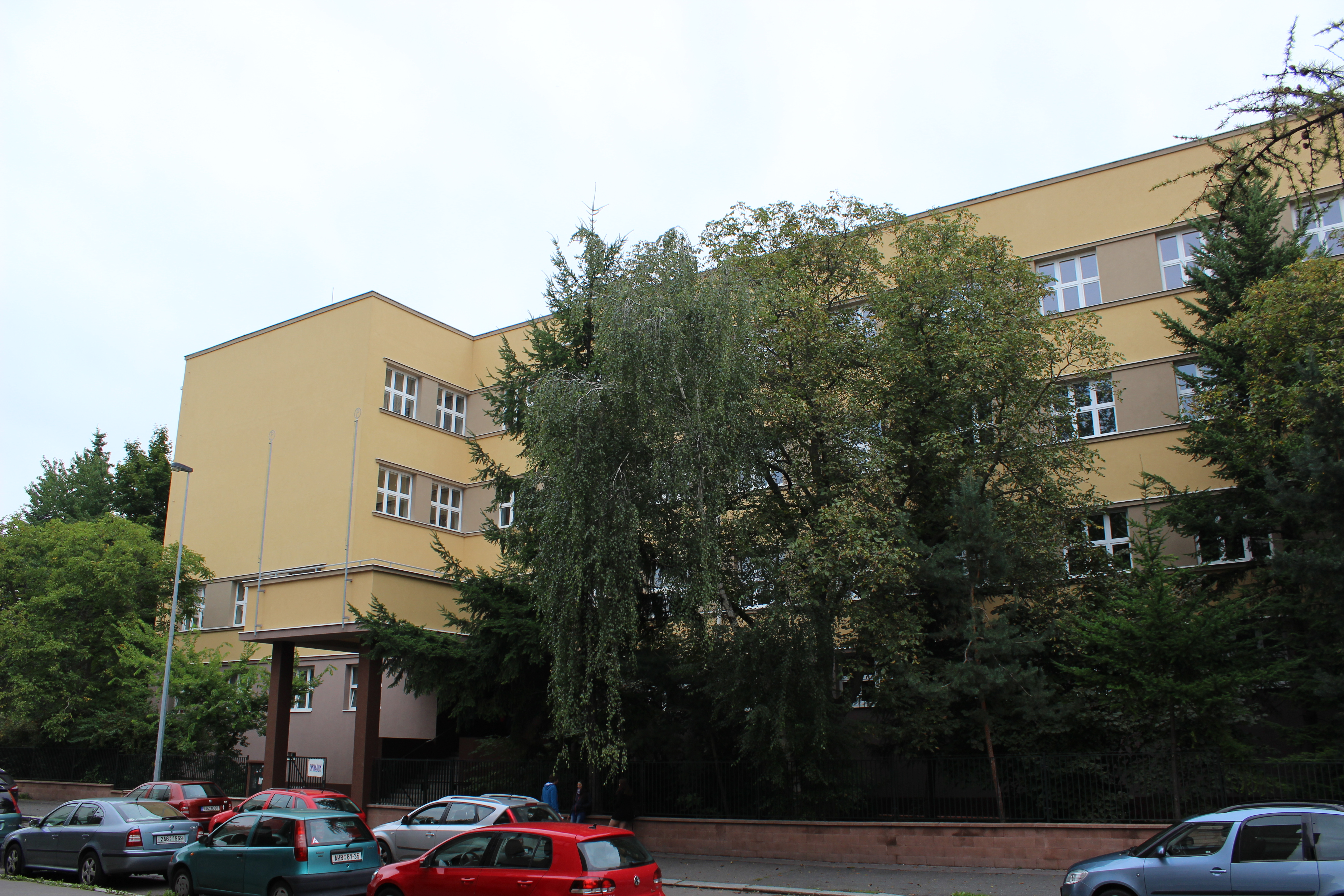
Budova gymnázia, do něhož Svěrák chodil

Po absolvování základní školy pokračoval dále na gymnáziu v pražské Kodaňské ulici, ale před maturitou byla jeho třída přemístěna na jiné gymnázium, které se tehdy jmenovalo Stalinovo (nejpozději od roku 1994 gymnázium Voděradská), zatímco Penc šel do učení. Na gymnázium o rok níž chodil také budoucí režisér Jiří Menzel. Zdejším Svěrákovým spolužákem měl být i jistý Oliverius. Ke studiu ale nenastoupil a spolužáci ho tak nikdy nepoznali. Tato postava neznámého studenta byla posléze předobrazem žáka Hliníka z filmu Marečku, podejte mi pero! Na gymnáziu začal Svěrák psát první humorné povídky, jimiž bavil své spolužáky, neboť zjistil, že mu dělá radost, když se lidé smějí. Aby ale sám nebyl spolužákům a kamarádům pro smích, uváděl svá díla pod pseudonymem „Tornillo“, což je španělsky „šroub“. Pokoušel se však také o poezii. Jedna z prvních básní se jmenovala Pětačtyřicet minut v husí kůži a pojednávala o Svěrákově učiteli matematiky a deskriptivní geometrie, jehož vyučovací hodiny probíhaly v permanentním strachu.
Svěrákův otec chtěl mít ze svého syna elektroinženýra a Zdeněk se skutečně na Elektrotechnickou fakultu Českého vysokého učení technického v Praze přihlásil. Změna však nastala, když Svěrák vystupoval v Kulturním domě Barikádníků, kde přednášel Nerudovu báseň Balada rajská. Na představení byli přítomni i jeho rodiče a vystoupení mělo úspěch. Následně se Svěrák odhodlal a předstoupil před ně s přáním, že by se místo elektrotechniky raději věnoval něčemu jinému, například učitelství češtiny. Rodiče, podle jeho slov možná ještě ovlivněni synovou prezentací Nerudovy básně, se změnou souhlasili. Navíc se Svěrák zhlédl v Aloisi Jiráskovi a ve svém učiteli z obecné školy Václavu Mejstříkovi, kteří oba během dopoledne učili ve škole a odpoledne psali knihy. Chtěl se tedy stát spisovatelem, ale protože žádná škola pro tento obor nebyla, začal roku 1954 studovat na Vysoké škole pedagogické obor český jazyk a literatura, aby se – podle svých slov – jednak naučil pravopis a jednak dozvěděl, co již napsali jiní. Během vysokoškolských studií vydával se spolustudentem Miloněm Čepelkou školní časopis „Hříbě“, do kterého jim básněmi nazvanými Vandrácké zpěvy přispíval i jejich starší spolužák – student matematiky a fyziky – Ladislav Smoljak. Ten také režíroval studentský ochotnický soubor nazvaný „Dramatický soubor vysoké školy pedagogické“, v němž Svěrák s Čepelkou hráli. U přijímací zkoušky při vstupu do kroužku recitoval Svěrák Nerudovu báseň Balada rajská. První rolí, v níž Svěrák hrál, byl druhý mladík v dramatu Federica García Lorcy Fantastická ševcová. Na škole také Zdeněk poznal svoji budoucí manželku Boženu Němečkovou (narozenou roku 1936), s níž v roce 1958 po dokončení studií odešel učit do západních Čech na Žatecko a o rok později spolu měli svatbu.

### Šedesátá léta

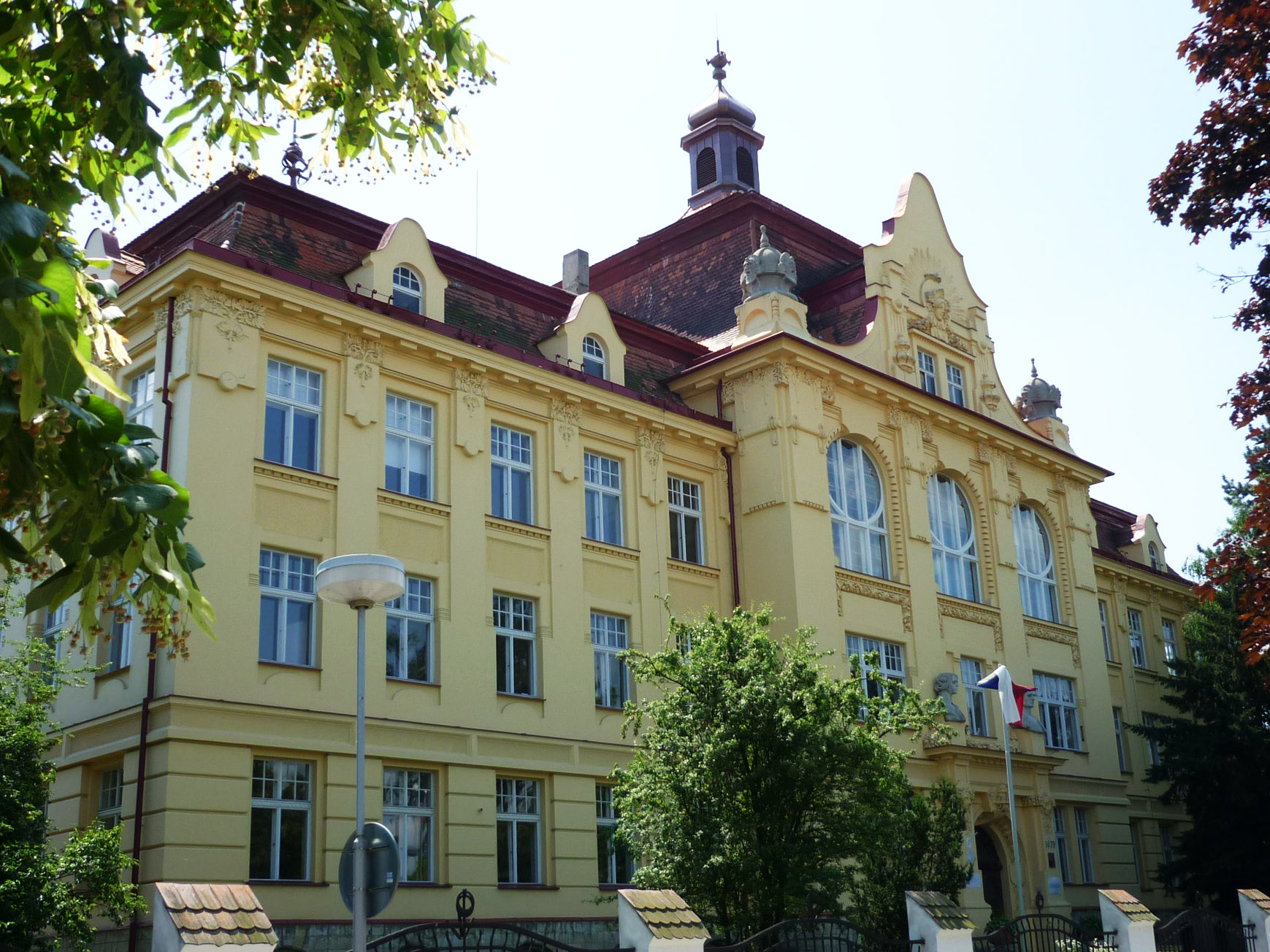
Žatecké gymnázium, na němž Svěrák učil

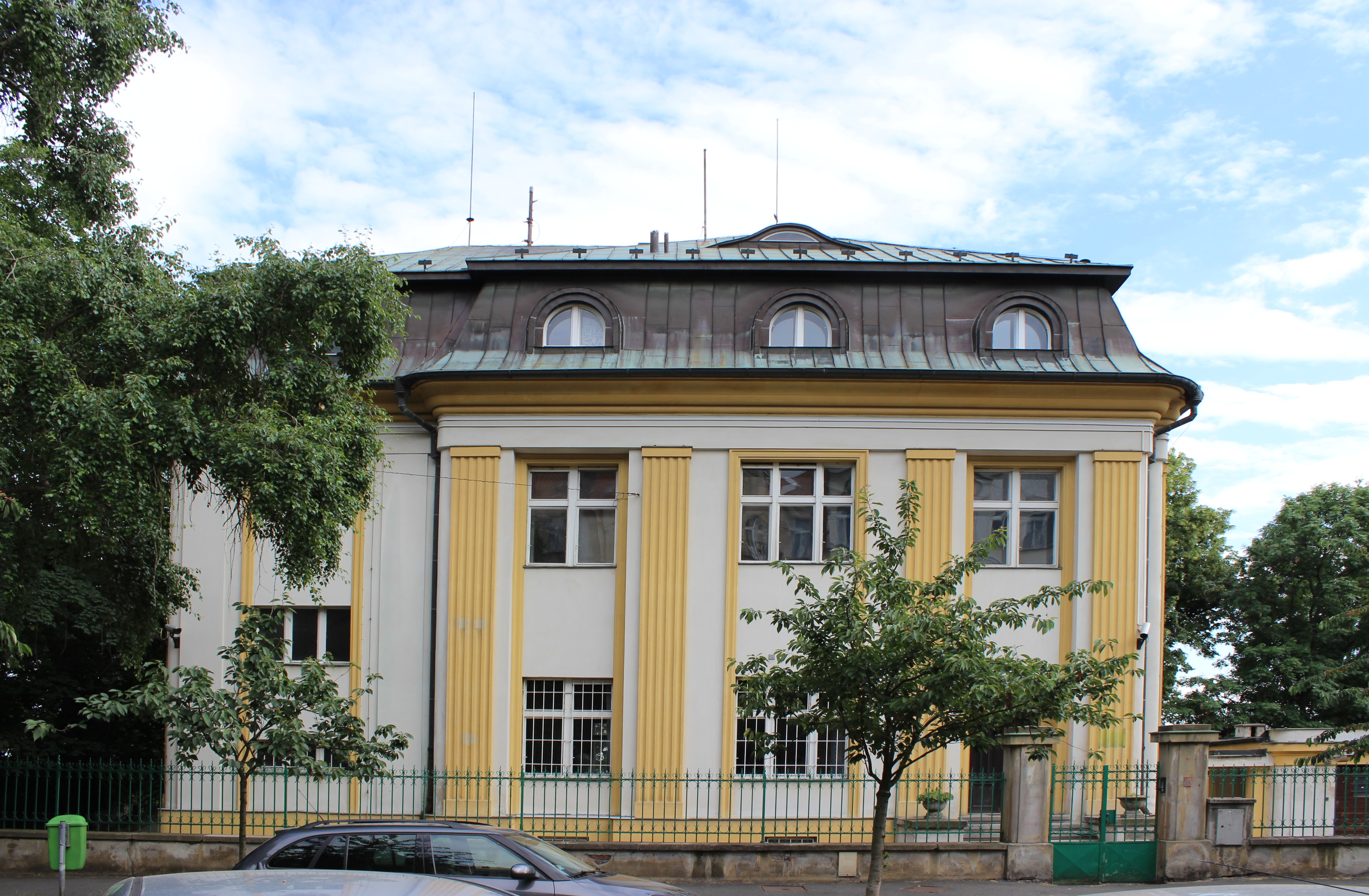
Vila v pražské Dykově ulici číslo 14

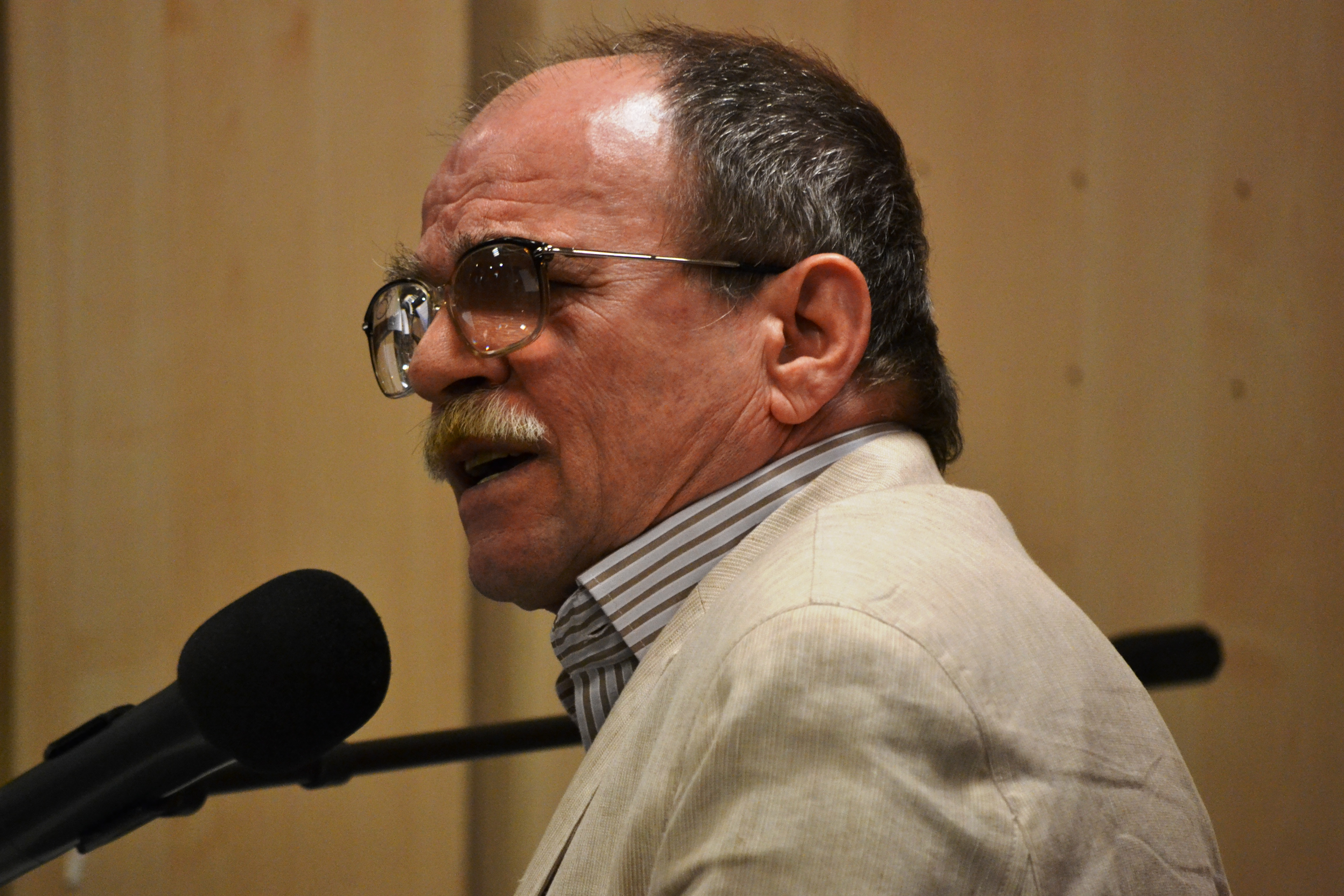
S Jaroslavem Uhlířem spolupracuje Zdeněk Svěrák od roku 1967

Nejprve Svěrák rok učil na základní škole v Měcholupech, kde také založil ochotnický spolek a sám jej režíroval. Uvedli například Černou vlajku od Františka Pavlíčka. Pak ale přešel do Žatce na základní školu v Komenského aleji a následně na gymnázium v tomtéž městě. V jím započaté práci v Měcholupech pokračovala jeho manželka Božena. Počátkem února 1961 se manželům Svěrákovým v Praze narodilo první dítě, dcera Hanka.
Svěrák sice pocházel z antikomunistické rodiny, ale ovlivněn vyučujícími z vysoké školy, u nichž se domníval, že jsou-li univerzitními profesory, musejí mít přehled a pravdu, vstoupil roku 1961 do Komunistické strany Československa (KSČ). Ke vstupu ho přesvědčovali také kolegové ve sborovně ve škole, jichž si vážil, a kteří již členy KSČ byli. Svěrák se domníval, že čím více bude ve straně dobrých lidí, tím snáze ji bude možné posunout k lepšímu.
Zdeněk Svěrák psal též texty k písním. Nejprve textoval nápěvy svého vzdáleného strýce Antonína Ulricha, jenž hrál jednak v Symfonickém orchestru hlavního města Prahy FOK a jednak ve svém vlastním Smyčcovém orchestru. Pro něj napsal text například k písním „Mám ráda hajnýho“, „Kapesníčky“ nebo „Málokdy se vydaří takhle pěkné předjaří“. Protože se však Svěrákovi tyto texty zdály nehodné jeho mládí, podepisoval je raději pseudonymem Emil Synek. Ten vznikl složením křestního jména Svěrákova tchána (jmenoval se Emil Němeček) a dívčího příjmení Svěrákovy matky (jmenovala se Růžena Synková). Nevěděl ale, že osobnost s takovým jménem již existovala. Byl jím český dramatik, spisovatel a novinář, který ovšem před druhou světovou válkou emigroval do zahraničí. Přesto si svůj pseudonym již Svěrák nechal.
Kantorská práce ve škole ho však příliš neuspokojovala. Chtěl totiž učit a psát, ale místo toho se mu na pracovním stole kupily diktáty a slohové práce, které musel opravovat. A ač napsal několik povídek, nezbývalo mu na psaní tolik času, kolik by si představoval. Zareagoval proto na nabídku a zúčastnil se konkurzu do armádní redakce Československého rozhlasu. Uspěl a do rozhlasu nastoupil v červenci 1962. Již o rok dříve se členem téže rozhlasové redakce stal Svěrákův přítel a spolužák Miloň Čepelka. Prvním pořadem, jejž Svěrák v rozhlase připravoval, byla ranní pětiminutovka zaměřená na literaturu. Reportoval ale také o ozbrojených silách Československé lidové armády (ČSLA) v Praze, o vystoupení armádních sportovců na spartakiádě v červenci 1965, do jehož vhodného přiblížení posluchačům ho zasvěcoval sportovní komentátor Stanislav Sigmund, nebo o jugoslávských partyzánech. Napsal rovněž povídky a jednu z nich, nazvanou „Ruina musí být opředena“, pro rozhlas načetl herec František Filipovský. Z této doby také pocházejí tři Svěrákovy nedělní rozhlasové pohádky. První se jmenovala Tři auta, a Československý rozhlas ji v roce 1963 natočil například s Eduardem Kohoutem, Ljubou Hermanovou, Ladislavem Trojanem či Rudolfem Deylem mladším. Druhá pohádka Tiché šlapací království pocházela z roku 1964 a v poslední, nazvané Krápník a Františka, nahrané roku 1965 jako první stereofonně realizované hře na území Evropy, vystupovali třeba Josef Kemr, Ilja Racek, Jaroslav Satoranský či Jana Drbohlavová.
V té době byl Svěrák již podruhé otcem, když se jeho manželce na počátku února roku 1965 v Žatci narodil syn Jan. Do rozhlasového vysílání začali postupně spolu s kolegou Jiřím Šebánkem a jazzmanem Karlem Velebným připravovat přímé přenosy z imaginární nealkoholické vinárny U Pavouka. První vysílání se uskutečnilo v pondělí 6. prosince 1965 a bylo součástí pravidelného cyklu Večer po neděli. Posléze se pořad osamostatnil a vysílal se jednou za měsíc na stanici Praha. Někteří posluchači smyšlenost celého pořadu ani nepoznali a sháněli se – jako například Jan Werich – po adrese vinárny. V pořadu se také prvně objevila postava Járy Cimrmana. Stalo se tak 16. září 1966 a představen byl jako řidič parního válce u národního podniku Stavby silnic a železnic v Hradci Králové, jenž coby amatérský sochař v nafukovací hale vinárny U pavouka vystavuje vytvořené naivní exponáty, tedy předměty, které přejel svým parním válcem. Výstava však tehdy skončila fiaskem, neboť z haly ucházel vzduch.
O měsíc a půl později (29. října) se ve vile v tehdejší Hviezdoslavově (od roku 1990 Dykově) ulici na pražských Vinohradech, v domě číslo 14, jež patřila rozhlasu, konala první schůzka „Společnosti pro rehabilitaci osobnosti a díla Járy Cimrmana“, na níž bylo rozhodnuto o založení Divadla Járy Cimrmana. Účastnili se jí vedle Svěráka také Jiří Šebánek, Miloň Čepelka a Ladislav Smoljak. V předvečer Štědrého dne, tedy 23. prosince, zazněla ve vysílání z vinárny U pavouka zpráva, že Evžen Hedvábný nalezl při budování krbu ve své chatě v pojizerské obci Liptákov kovanou truhlu, která však byla při pokusu o její otevření, jež provedl pyrotechnik Šťáhlavský, zničena výbuchem a její obsah rozmetán. V následujících letech tak docházelo k objevování a obnovování detonací zničeného materiálu, jehož autorem byl do té doby neznámý český velikán a všeuměl Jára Cimrman. Pro rozjezd divadla se rozhodli jeho zakládající členové sepsat každý svoji vlastní jednoaktovou hru. Svěrák sepsal drama Akt. To mělo být uvedeno v rámci jednoho představení spolu se Šebánkovou Domácí zabijačkou. Jenže Akt již měl Svěrák hotový, ale Šebánkovo dílo stále ještě nebylo dokončeno a termín 19. června 1967, na kdy bylo domluveno předváděcí představení pro úředníky, jež měli divadlo administrativně zaštítit, se blížilo. Proto se divadelníci rozhodli nečekat na dokončení Domácí zabijačky a představení doplnili seminářem s přednáškami o životě a díle Járy Cimrmana. Premiéra první hry Divadla Járy Cimrmana se konala 4. října 1967 v pražské Malostranské besedě. Drama kritika přijala vlídně a pochvalně. Ve stejných prostorách měla 8. listopadu 1967 premiéru hra Vyšetřování ztráty třídní knihy a 7. února 1968 také Domácí zabijačka.
V Armádní redakci Československého rozhlasu potkal Svěrák také hudebníka Jaroslava Uhlíře, který tam přišel na pozvání coby vítěz Armádní soutěže umělecké tvořivosti (ASUT). Uhlíř nejprve spolupracoval s Miloněm Čepelkou, jenž psal texty písní a Uhlíř k nim tvořil nápěv. Jejich tvorbu Svěrák znal z rozhlasového pořadu „Polní pošta“. Během roku 1967 ale oslovil Uhlíře i Svěrák s dotazem, zda by nechtěl napsat písně do dětského pořadu „Pionýrská jitřenka“ a zhudebnit také jeho text. Uhlíř nic nenamítal a začal pracovat na Svěrákově textu „Strašidýlko Emílek“. Výsledek se Svěrákovi zamlouval, a tak jejich spolupráce pokračovala dále. V roce 1968 se Svěrák poprvé objevil ve filmu. Byla to role prokurátora ve snímku Zločin v šantánu režiséra Jiřího Menzela.
Na divadle ovšem začalo mezi Šebánkem a Smoljakem docházet k uměleckým i osobním sporům, které vyústily v roce 1969 v Šebánkův odchod z divadla. Při něm z repertoáru divadla stáhl svoji hru, která se tak dočkala pouze 34 repríz.
Během noci z 20. na 21. srpna 1968 napadly Československo armády pěti států (Sovětského svazu, Polska, Maďarska, Bulharska a Východního Německa), které ukončily společenské uvolnění konce šedesátých let pojmenované pražské jaro. V době příchodu armád Svěrák vysílal v rozhlase a s ohledem na tehdejší vytížení neměl čas se holit. Vousy mu postupně narostly, a když se po asi deseti dnech na sebe v zrcadle podíval, zjistil, že mu plnovous sluší, a zařekl se, že se neoholí do té doby, než okupační vojska odejdou. Protože však ve filmech hrával oholen, fanoušci ho na ulicích obvykle nepoznávali. Na základě rozladění ze srpnové invaze cizích armád vystoupil Svěrák roku 1969 z komunistické strany a opustil také místo v Československém rozhlase. Před tím, než z rozhlasu odešel, vytvořil s Miloněm Čepelkou do pořadu Meteor několik dílů seriálu Šest na bidýlku, který parodoval hudební hitparády. Naposledy se ve vysílání objevili 28. listopadu toho roku. Od té doby se Svěrák věnoval svobodnému povolání.
Dne 17. dubna 1969 měla premiéru první hra s Cimrmanovskou tematikou, kterou Svěrák sepsal společně se Smoljakem. Jmenovala se Hospoda Na mýtince a stala se posléze nejhranějším titulem divadla. V tomtéž roce se Svěrák také opětovně objevil ve filmu, a sice v epizodní roli funkcionáře Ústřední rady odborů v Menzelově snímku Skřivánci na niti. Literární předlohou pro film byla povídková kniha Bohumila Hrabala nazvaná Inzerát na dům, ve kterém už nechci bydlet, vydaná roku 1965.

### Sedmdesátá léta

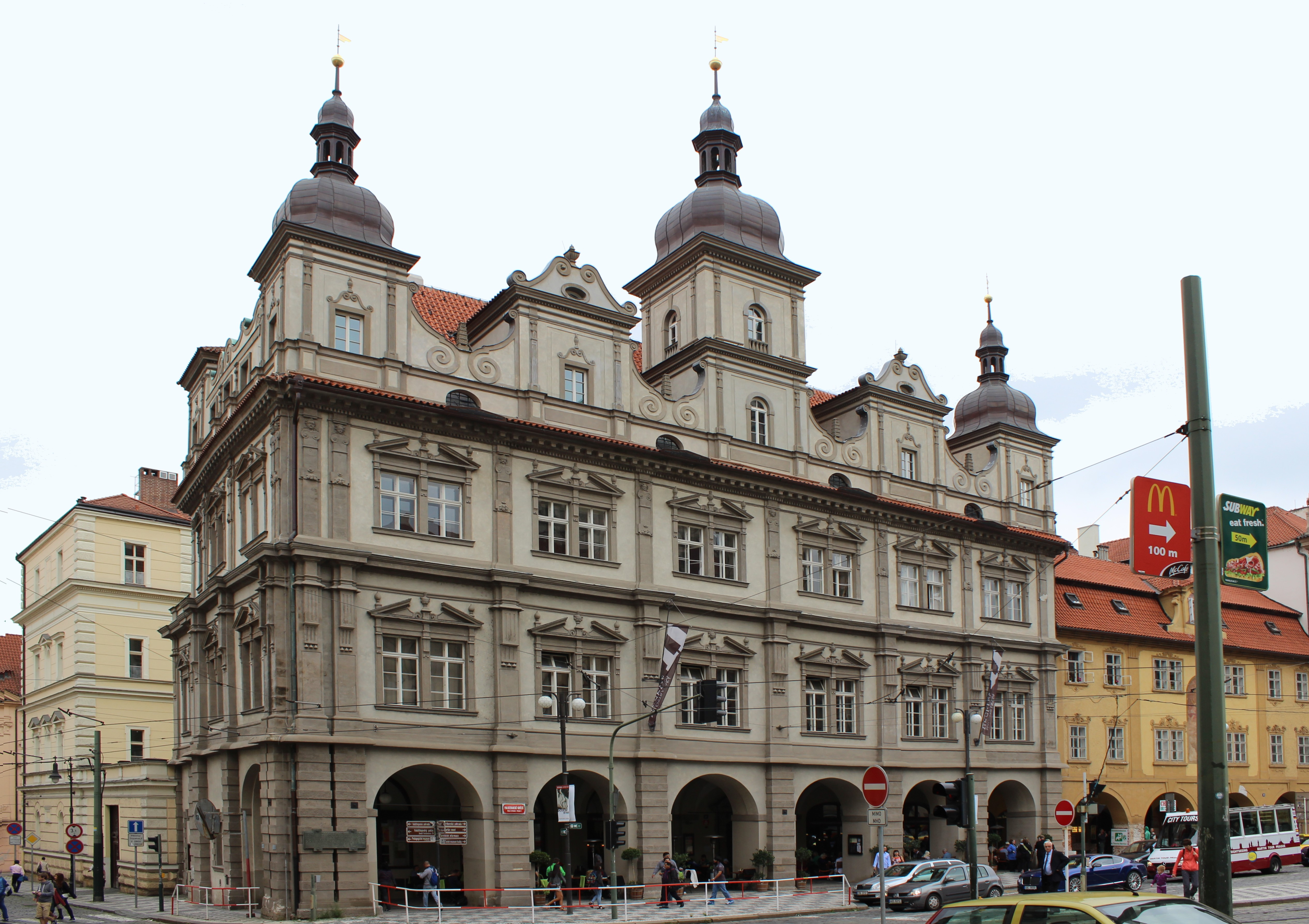
Budova Malostranské besedy, v níž Divadlo Járy Cimrmana začínalo

V polovině května roku 1970 měla v Divadle Járy Cimrmana premiéru hra Vražda v salonním coupé, kterou se Svěrákem sepsal i Ladislav Smoljak. Malostranskou besedu, kde tehdy divadlo hrálo, navštívil dramaturg barrandovských filmových ateliérů Sergej Machonin a nabídl Svěrákovi se Smoljakem, zda by nechtěli něco s cimrmanovskou tematikou napsat pro film. Oba tak v roce 1971 sepsali Sedm zásad inspektora Trachty, jenže vzniklé dílo barrandovské pracovníky příliš nezaujalo, a film se tak nenatočil. Důvodem nerealizace filmu bylo také to, že jej měl režírovat Jiří Menzel, který byl v té době v nemilosti režimu hlavně kvůli filmu Skřivánci na niti. Menzelovi bylo povoleno točit až v roce 1974, kdy natočil budovatelský film Kdo hledá zlaté dno. Nicméně část Sedmi zásad inspektora Trachty se pak stala základem scénáře filmu Rozpuštěný a vypuštěný.
Jak Svěrák, tak Smoljak se téhož roku (1970) objevili ve filmech Pane, vy jste vdova! (režie Václav Vorlíček), kde hráli role kritiků, a také jako strážníci ve snímku Lucie a zázraky (režie Ota Koval). Následující rok (1971) mělo 24. listopadu premiéru další drama dvojice Svěrák – Smoljak, a sice Němý Bobeš. Ten byl poslední hrou, která měla premiéru v Malostranské besedě. Následně se divadlo přestěhovalo do pražské Reduty, kde měla 3. května 1973 premiéru hra Cimrman v říši hudby od téže autorské dvojice. Toho roku ještě Svěrák hrál učitele ve filmu 30 panen a Pythagoras režírovaném Pavlem Hoblem.
Poté, co na konci šedesátých let 20. století opustil Svěrák Československý rozhlas a vysílání jím podepsaných písní nebylo žádoucí, vydával svou písňovou tvorbu pod svým již dříve užívaným pseudonymem Emil Synek. Tak například vznikla roku 1973 pro Jiřího Schelingera píseň „Holubí dům“, která posléze v roce 2000 skončila v anketě Českého rozhlasu nazvané Hit století na třetím místě, nebo pro Ivana Mládka písně „Láďa jede lodí“, „Mravenci v kredenci“, „Švadlenka Madlenka“ či „Dívka s modrou matrací“.
Počátkem sedmdesátých let se Svěrák se Smoljakem rozhodli napsat film ze současnosti, tedy bez odkazu na Járu Cimrmana. Tak vznikl jejich první společný filmový scénář, a sice Jáchyme, hoď ho do stroje! Režisérem snímku byl Oldřich Lipský a jeho premiéra se uskutečnila roku 1974. Oba dva scenáristé si ve filmu také zahráli. Ve stejném roce navíc v polovině října proběhlo první představení další hry Divadla Járy Cimrmana, kterou Svěrák se Smoljakem sepsali. V Redutě měla 17. října premiéru pohádka Dlouhý, Široký a Krátkozraký.

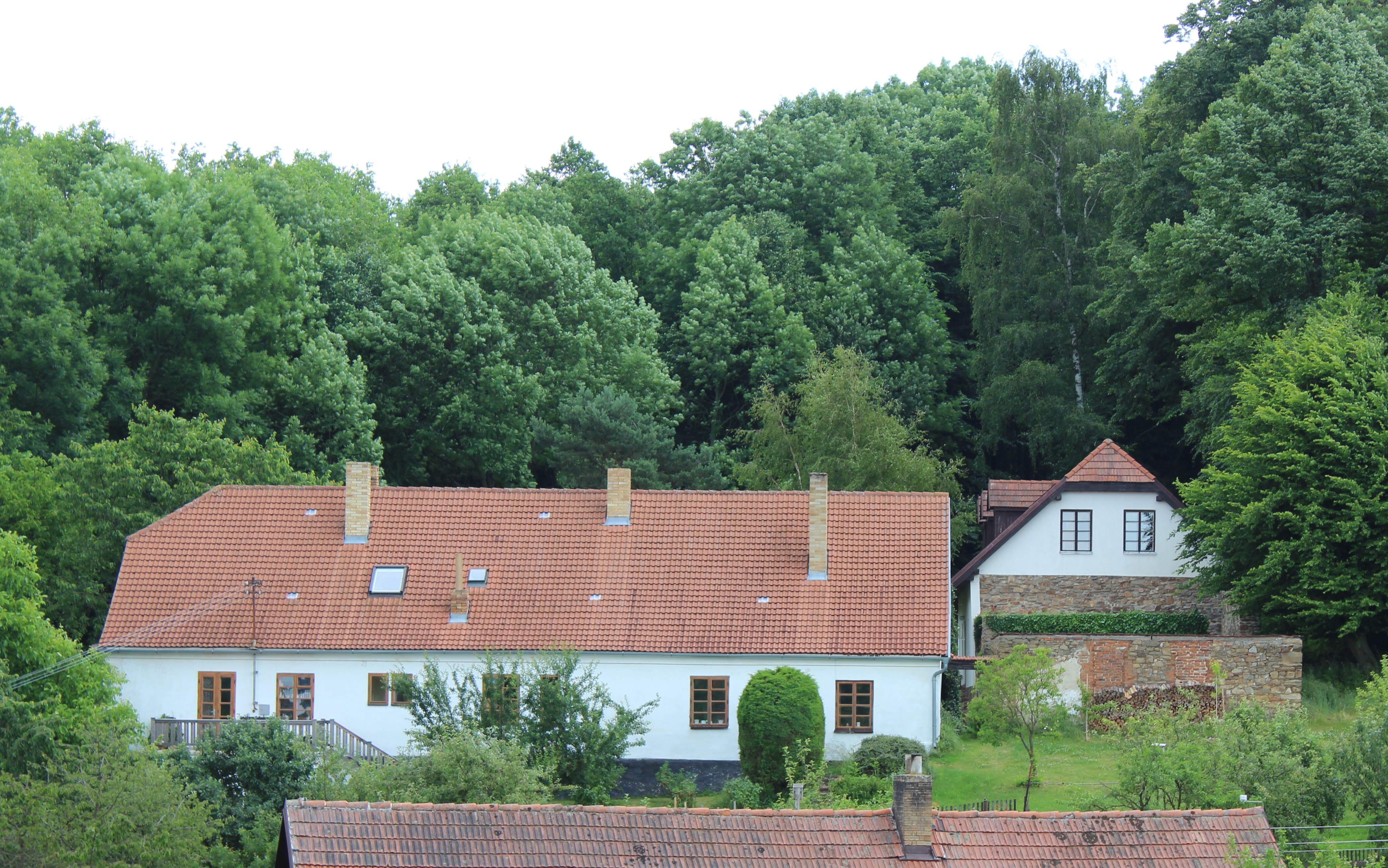
Chalupa Zdeňka Svěráka v Růžkových Lhoticích

Další rok napsali Svěrák společně se Smoljakem scénáře ke dvěma svým filmům, jež měly oba premiéru během roku 1976. A ve svých filmech si opět i zahráli. První z nich Marečku, podejte mi pero! režíroval Oldřich Lipský. Námět snímku čerpá z vlastních pedagogických zkušeností scenáristů. Druhý film Na samotě u lesa, který režíroval Jiří Menzel, popisuje snahu manželů Lavičkových získat rekreační chalupu. Takové stavení naleznou, ale bydlí v něm zatím děda Komárek, jenž slibuje, že prodá krávu a že příští rok již nezaseje. To však nesplní a napřesrok opět zaseje. Obdobnou zkušenost měli i autoři scénáře filmu, kteří ve svém reálném životě také sháněli rekreační objekt. Svěrákovi nakonec chalupu nalezli u Melechova a její majitel Josef Lukšíček skutečně Svěrákovým tvrdil, že prodá krávu a že příští rok již nezaseje, tedy přesně tak, jak je to zobrazeno i ve filmu. Nakonec si ale Svěrákovi a Smoljakovi pořídili společnou chalupu v Růžkových Lhoticích. Posléze ale mezi oběma rodinami začalo docházet ke sporům, protože každá si chtěla na chatě užívat svého soukromí. Spory se urovnaly až ve chvíli, kdy Smoljak stavěl svůj vlastní dům, na který potřeboval finanční prostředky, a tak svůj díl chalupy Svěrákovi prodal.
V lednu 1977 vznikl v okruhu kolem Václava Havla, Petra Uhla či Pavla Kohouta dokument nazvaný Charta 77, který upozorňoval na skutečnost, že v Československu, ačkoliv se k tomu země mezinárodními smlouvami zavázala, nejsou dodržována lidská práva jejích občanů. Reakcí na tento akt ze strany vládnoucí Komunistické strany Československa (KSČ) bylo sepsání „Provolání československých výborů uměleckých svazů: Za nové tvůrčí činy ve jménu socialismu a míru“, neoficiálně označované také jako Anticharta, kterou svým podpisem podpořila většina herců, hudebníků a dalších umělců vystupujících v zábavných pořadech. Herci Divadla Járy Cimrmana původně tento dokument podepsat neplánovali, nicméně v Redutě, kde tou dobou hráli, oslovil Ladislava Smoljaka režisér, který dokument nepodepsal a vládnoucí strana mu proto zakázala kulturní činnost, a tvrdil, že Anticharta je způsob, jak zlikvidovat veřejnou kulturní činnost. Kdo totiž podle něj dokument nepodepíše, nebude již moci dál vystupovat. Členové divadelního souboru se o celé věci poradili a rozhodli se dokument také podepsat. Seznamy podepsaných otiskovalo Rudé právo. Zmínka o Svěrákově a Čepelkově podpisu Anticharty se v novinách ještě objevila, ale Smoljak parafoval dokument až po uzávěrce periodika a zmínka o jeho podepsání se tak již do novin nedostala. Za svůj podpis pod Antichartou se po sametové revoluci Svěrák veřejně omluvil.

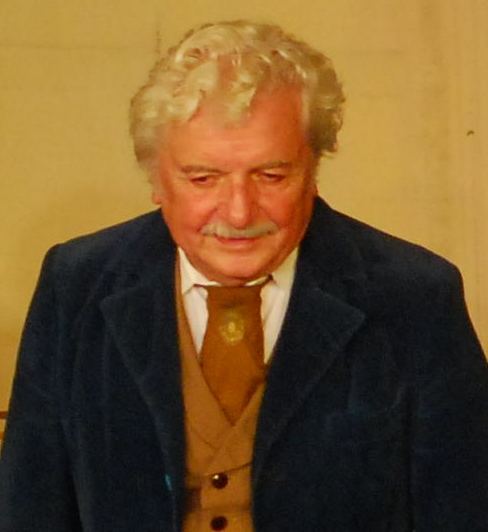
Na řadě svých děl spolupracoval Svěrák s Ladislavem Smoljakem

Od roku 1977 pracoval Svěrák coby scenárista ve Filmových studiích Barrandov. Toho roku napsal scénář k filmové pohádce Ať žijí duchové!, kterou poté zrežíroval opět Oldřich Lipský. V tomtéž roce (20. dubna) měla premiéru další, již šestá divadelní hra napsaná společně Zdeňkem Svěrákem a Ladislavem Smoljakem, a to Posel z Liptákova. Její první představení se uskutečnilo v pražském divadle v Braníku. Ve spolupráci s Jaroslavem Uhlířem připravil Zdeněk Svěrák představení pro děti nazvané Všechno máme schovaný. Hrálo se v divadélku Albatros a vedle obou autorů v něm účinkovala také subreta karlínského Hudebního divadla Libuše Cincibusová, kterou posléze vystřídala Pavlína Filipovská. Následně Divadlo ABC požádalo Zdeňka Svěráka, aby s Ladislavem Smoljakem připravil představení pro děti. Ti proto vytvořili představení Hrachová polévka z pytlíku, jehož obsah se inspiroval osudem Dalibora z Jiráskových Starých pověstí českých spolu s operním zpracováním tématu od Bedřicha Smetany. Ve vytvořeném představení účinkovali vedle Svěráka se Smoljakem ještě Jaroslav Uhlíř a Pavlína Filipovská. Premiéra této pohádkové komedie se uskutečnila 7. prosince 1977, ale s jejím hraním se skončilo již po odehrání třiceti repríz.
Roku 1978 režíroval Ladislav Smoljak film Kulový blesk, k němuž si předtím spolu se Zdeňkem Svěrákem napsali scénář a oba si v něm také zahráli. A hned v dalším roce dostal Svěrák roli ve dvou filmech. Věra Plívová-Šimková mu v Brontosaurovi svěřila roli Bobra a Věra Chytilová ve filmu Kalamita postavu učitele.
Ladislav Smoljak během roku 1980 režíroval film Vrchní, prchni, ke kterému napsal scénář Zdeněk Svěrák. Oba dva umělci si v tomto filmu také zahráli. Inspirací k napsání scénáře se Svěrákovi stala jeho vlastní zkušenost, kdy si ho – oděného do tmavého obleku s motýlkem – několik hostů restaurace v sousedství pražské Malostranské besedy při jeho tamní návštěvě spletlo se skutečným vrchním a chtěli mu platit svou útratu. Svěrák jim ovšem jejich mýlku vysvětlil a žádné peníze nepřijal. Spolu se Smoljakem pak Svěrák sepsal pro režiséra Zdeňka Podskalského hudební komedii Trhák a také v ní oba dostali své role.

### Osmdesátá léta

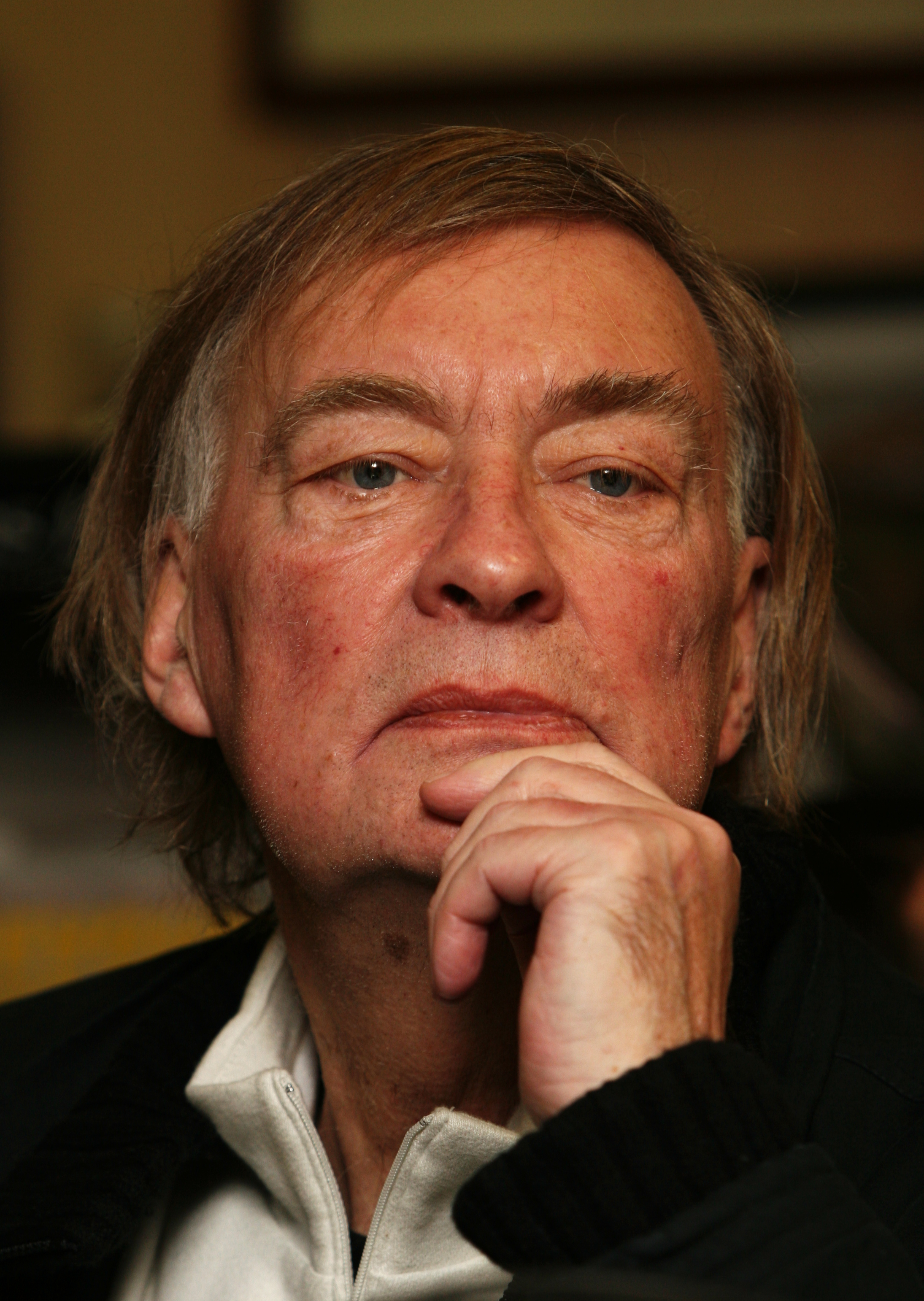
V osmdesátých letech hrál Svěrák ve filmech režírovaných Vítem Olmerem

Během osmdesátých let 20. století hrál Svěrák postupně v několika filmech. Roku 1981 ztvárnil ve filmu Jako zajíci roli tatínka a ve snímku V podstatě jsme normální hrál vedoucího školení. Následující rok se mihl v roli vědce ve filmu Srdečný pozdrav ze zeměkoule. Během letních prázdnin roku 1983 se divadlo Járy Cimrmana přestěhovalo do Divadla Solidarita v Praze 10. O přesunu z Braníka a prvních měsících v novém působišti vypovídá filmový snímek Nejistá sezóna natočený ale až roku 1987, k němuž Svěrák společně se Smoljakem napsali scénář a oba dva si v něm také zahráli. Svěrák navíc roku 1983 ještě vystoupil ve filmu Slavnosti sněženek v roli řidiče trabantu.
Ještě před natočením filmu Nejistá sezóna napsal Svěrák v roce 1983 scénář k filmové pohádce Tři veteráni a spolu se Smoljakem též k filmu Jára Cimrman ležící, spící. V obou filmech si Svěrák také zahrál; v pohádce roli ministra a ve filmu Jára Cimrman ležící, spící postavu Járy Cimrmana. Téhož roku musela být z rozhodnutí socialistických úřadů stažena z repertoáru Divadla Járy Cimrmana hra Lijavec. Její poslední představení se uskutečnilo 23. října 1983 v brněnské Redutě.
V roce 1984 hrál Svěrák roli docenta Zajíce ve filmu Jak básníci přicházejí o iluze (režie Dušan Klein) a vedle toho spolu s Ladislavem Smoljakem sepsali scénář ke snímku Rozpuštěný a vypuštěný. Před jeho natáčením ovšem došlo mezi oběma scenáristy ke sporu. Námět filmu totiž vychází ze hry Divadla Járy Cimrmana Vražda v salónním coupé. V ní hlavní roli, inspektora Trachtu, alternuje v divadelním představení Svěrák se Smoljakem a v postavě Hlaváčka se střídají Miloň Čepelka s Petrem Bruknerem. Herci očekávali, že se ve stejných rolích objeví i ve filmu. Smoljak, jenž film režíroval, se ovšem rozhodl obsadit tyto postavy profesionálními herci. Když tedy Svěrák nehrál Trachtu (toho ve filmu ztvárňuje Jiří Zahajský), přislíbil mu Smoljak roli hajného. Ovšem i do té nakonec obsadil Rudolfa Hrušínského a Svěráka přesunul do role průmyslového básníka Jelínka. Svěrák sice tuto roli nakonec vzal, ale rozhodl se, že se naučí hrát, aby ho i Smoljak považoval za profesionála. Souhlasil proto s nabídkou režiséra Víta Olmera, aby ve filmu Co je vám, doktore? (z roku 1984) ztvárnil hlavní roli. O Smoljakově uznání svých hereckých kvalit se Svěrák zprostředkovaně dozvěděl až po druhém Olmerově snímku, ve kterém Svěrák hrál. Byl to film Jako jed natočený roku 1985.
Téhož roku měla premiéru divadelní hra Dobytí severního pólu Čechem Karlem Němcem, kterou spolu sepsali Svěrák se Smoljakem. Její první uvedení se uskutečnilo v Brně 17. října 1985 a až o osm dní později – 25. října – zhlédli hru také diváci v Praze.
V průběhu roku 1985 napsal Svěrák scénář k filmu Vesničko má středisková. Impulzem k jeho sepsání byla účetní chyba, ke které došlo ve Filmových ateliérech Barrandov, kdy se při přípravě na blížící se revizi v oddělení scénářů zjistilo, že Zdeňku Svěrákovi a Ladislavu Smoljakovi před časem vyplatili finanční odměnu za dodaný námět k filmu dvakrát. Peníze již nebylo možné vrátit a barrandovský dramaturg Karel Cop proto zvolil jiné řešení spočívající v sepsání nového námětu, jenž se nikdy nenatočí a založí se do archivu, čímž bude vše v pořádku. Požadovaný příběh se však musel odehrávat na vesnici. Jakmile ovšem námět vznikl, přišel Karel Cop s nápadem, že by ze sepsaného textu mohla vzniknout povídka. A když pak Svěrák cestou na zájezdové představení s Divadlem Járy Cimrmana četl svůj výtvor filmovému režisérovi Jiřímu Menzelovi, který v divadle také hrál, zaujal Menzela Svěrákův text natolik, že jej požádal o vytvoření filmového scénáře. Vzniklý film, ve kterém si roli malíře Ryby zahrál také Svěrák, se divákům zalíbil a byl nominován na Oscara za nejlepší neanglicky mluvený film roku 1985. Čtenáři internetového portálu Novinky.cz jej navíc v roce 2007 v anketě vyhlásili za nejlepší českou filmovou komedii.
Během roku 1987 si dali Zdeněk Svěrák s Jaroslavem Uhlířem slib, že každým rokem vytvoří minimálně osm písniček, které se pak budou na Štědrý den objevovat v televizním pořadu Hodina zpěvu. V něm pravidelně vystupuje a písničky zpívá dětský sbor Sedmihlásek Praha. Režisérem pořadu je Viktor Polesný, který tak režijně zpracovává i jednotlivé hudební klipy ztvárňující písně této umělecké dvojice. Řada jimi vytvořených písní zlidověla, nicméně v rádiích se k roku 2009 hrály pouze tři skladby, a sice „Severní vítr“, „Holubí dům“ a „Není nutno“. Z vytvořených písní má ale Svěrák nejraději „Semišku“.
Roku 1987 napsal Zdeněk Svěrák pro televizní Večerníček scénář třináctidílného seriálu pojmenovaného Radovanovy radovánky. Počátkem dubna následujícího roku zemřel herec divadla Járy Cimrmana Jaroslav Vozáb a před odjezdem na jeho pohřeb do Velvar se zbylí členové divadla dozvěděli zprávu, že v českobudějovické nemocnici leží jejich kolega Jan Kašpar, který si pádem ze stromu přivodil poranění páteře vedoucí k ochrnutí dolních končetin. S ohledem na Kašparovo zranění se v následujících hrách, které divadlo Járy Cimrmana uvádělo, začaly objevovat postavy, jež během představení sedí, a divák tak nepozná, že jejich představitel není schopen chůze.
V roce 1988 natočil Svěrák se Smoljakem a dalšími umělci pro Československou televizi pětidílný pořad Veselé příhody z natáčení, v němž parodují herecké historky a dopouštějí se drobných mystifikací při vyprávění o svých filmech.
V polovině roku 1989 vznikla petice Několik vět. Tu Svěrák se Smoljakem podepsali a svými podpisy také podpořili výzvu za propuštění vězněného Václava Havla. V listopadu 1989 se Svěrák aktivně účastnil sametové revoluce, během níž například navštívil studenty liberecké Vysoké školy strojní a textilní (od počátku roku 1995 Technická univerzita v Liberci), s nimiž diskutoval o probíhajících společenských změnách a představil jim také názor Járy Cimrmana na kontrarevoluci.

### Devadesátá léta

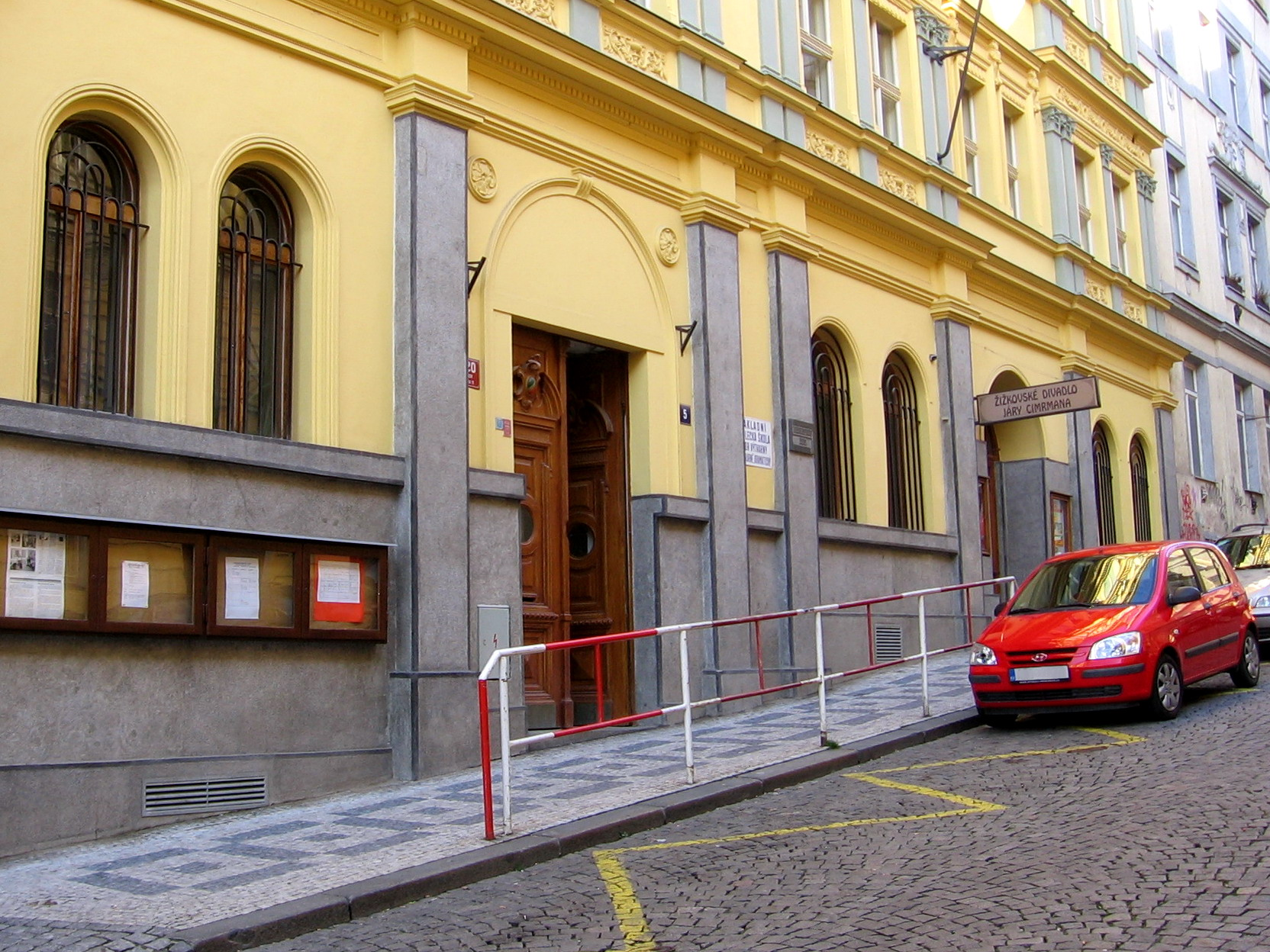
Vstup do divadla ve Štítného ulici

V polovině května 1990 měla první představení jedenáctá hra Divadla Járy Cimrmana z pera dvojice Svěrák – Smoljak nazvaná Blaník. Následující rok (1991) měl premiéru film Obecná škola, tedy první společný snímek Zdeňka Svěráka a jeho syna Jana. Podnětem k sepsání scénáře filmu bylo vyprávění školních příhod účastníky dotočné k filmu Víta Olmera Jako jed, která se konala v košickém hotelu Slovan. Následně Olmer Svěráka vyzval, ať z příběhů sepíše film o dětství a škole. Scénář vznikl a Svěrák při jeho psaní použil nejen zážitky své, ale také vzpomínky Oty Kopřivy, kameramana snímku Jako jed. S Vítem Olmerem, který měl film režírovat, již Svěrák vybíral pro jednotlivé postavy vhodné herce, ale najednou se dozvěděl, že Olmer dal přednost natáčení filmu Tankový prapor a o Svěrákův scénář již nemá zájem. V barrandovských ateliérech tak Svěrákovi navrhli, ať film natočí jeho syn Jan. Ten ale vystudoval filmový dokument a hraný snímek do té doby netočil. Jakmile však začal syn Jan film točit, byl Zdeněk Svěrák s kvalitou natáčeného díla spokojen a ztratil obavy o jeho výsledek. Film v roce 1992 získal též nominaci na Oscara, a to za nejlepší neanglicky mluvený film. Toho ale nezískal, protože hodnotitelé upřednostnili italský film Mediterraneo.
V roce 1991 navíc Zdeněk Svěrák opustil zaměstnání scenáristy v Barrandovských ateliérech a od té doby je ve svobodném povolání. Následující rok se během léta přestěhovalo Divadlo Járy Cimrmana – tentokrát dobrovolně, aby bylo blíže divákům – ze Strašnic na Žižkov do Štítného ulice, neboť výzkumy „prokázaly“, že Cimrman v této ulici kdysi bydlel. První premiérou souboru Divadla Járy Cimrmana v této budově se 27. března 1994 stalo představení Záskok o nešťastné premiéře hry Vlasta. Na sepsání hry se spolupodíleli Svěrák se Smoljakem.

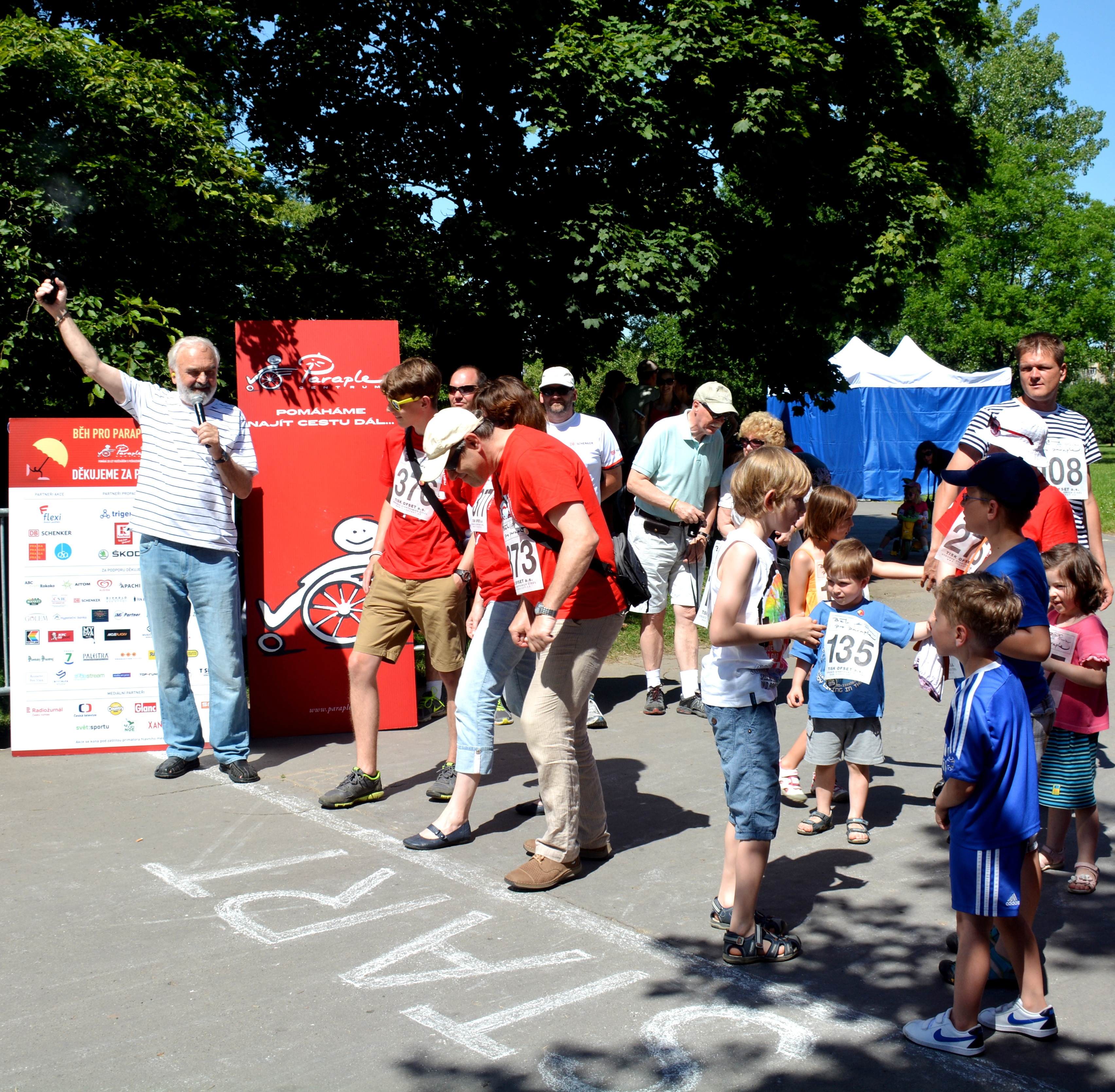
Zdeněk Svěrák startuje jeden ze závodů Běhu pro Paraple (2014)

V roce 1992 byla založena společnost Lucernafilm, a.s., do které byl vložen majetek státního podniku Lucernafilm. Zdeněk Svěrák byl jedním z prvních tří členů představenstva společnosti, když druhým byl Jan Jíra a třetím Norbert Auerbach. Společnost vstoupila do první vlny kupónové privatizace. V roce 1995 se společnost přejmenovala na Cinemart, a.s., Zdeněk Svěrák byl členem představenstva až do roku 2013.
Roku 1994 spoluzaložil Zdeněk Svěrák se Svazem paraplegiků České republiky a Olgou Havlovou Centrum informací a pomoci Paraple, jež sídlí v Praze 10. Organizace pomáhá lidem, kteří ochrnuli následkem poškození míchy vlivem úrazu a nebo vinou onemocnění během jejich života. Věnuje se i rodinám postižených ve snaze o překonání této životní situace. Pro podporu shromažďování potřebných finančních prostředků na pomoc takto postiženým pořádá již od roku 1994 Zdeněk Svěrák Dobročinnou akademii, kterou přímým přenosem vysílá jak Český rozhlas, tak Česká televize. Během ní na jevišti vystupují umělci a diváci mají možnost přislíbit zaslání finančních prostředků na účet Centra Paraple (a pak částku skutečně odeslat) anebo centrum podpořit zasláním dárcovské SMS. Vedle akademie pořádá Svěrák pro Centrum Paraple od roku 2000 benefiční akci „Běh pro Paraple“, v němž v běhu či v jízdě na koloběžkách na stometrové trati spolu zápolí rodiče nebo děti, a to společně se svými rodiči nebo samy. Klání se účastní i veřejně známé osobnosti.
Během roku 1994 měl premiéru Akumulátor 1, tedy druhý snímek, k němuž napsal Zdeněk Svěrák scénář, a pod režijním vedením jeho syna Jana se film realizoval. Zdeněk Svěrák si ve filmu i zahrál. Hned 21. srpna následujícího roku se začal ve strašnickém krematoriu natáčet film Kolja. I k němu napsal scénář Zdeněk Svěrák, který si pak ve filmu, jejž režíroval opět jeho syn, také zahrál. Snímek měl premiéru 15. května 1996 v pražském kině Blaník a postupně získal šest Českých lvů a ve Spojených státech amerických dále Zlatý glóbus a Oscara. U příležitosti výběru filmů dekorovaných Cenou české filmové kritiky za rok 2019 vybírali recenzenti rovněž nejlepší film třicetiletí a zvolili snímek Kolja.
V polovině listopadu 1997 mělo premiéru další drama sepsané Zdeňkem Svěrákem a Ladislavem Smoljakem, a sice Švestka. Poslední den toho roku sehrálo Divadlo Járy Cimrmana dvě představení hry Záskok na prknech pražského Národního divadla. Jejich výtěžek byl určen na konto Centra Paraple a nadaci Respin pomáhající dětem při hipoterapii. Během hudebního festivalu Pražské jaro vystoupil 27. května 1998 Svěrák spolu s dalšími herci Divadla Járy Cimrmana s představením Cimrman v říši hudby ve Dvořákově síni pražského Rudolfina. Od toho roku se začal v televizi vysílat také Diktát, kdy Zdeněk Svěrák diktuje text, jejž si televizní diváci zapisují a následně si mohou gramatickou správnost zapsaného textu zkontrolovat. Na tento pořad, inspirovaný podobným francouzským projektem, upozornil české autory herec Jan Vala.

### První dekáda 21.století

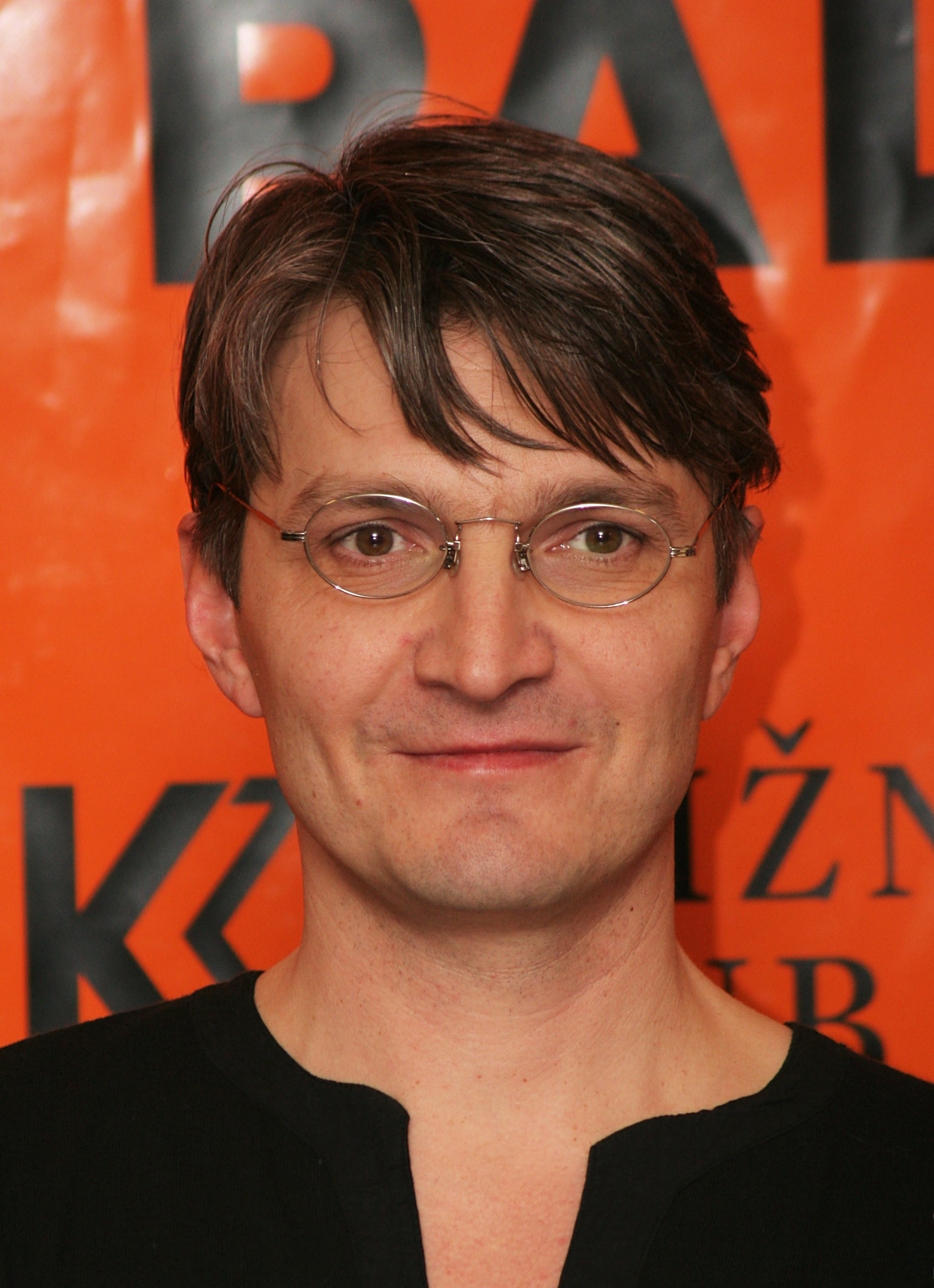
Svěrákův syn Jan je režisérem a natočil sedm filmů podle scénářů svého otce

Na počátku 21. století měl premiéru film Tmavomodrý svět. S psaním jeho scénáře začal Zdeněk Svěrák již krátce po natočení filmu Kolja, tedy na přelomu let 1996 a 1997. Snímek měl být původně natočen v angličtině, aby snadněji pronikl do zahraničních kin, nicméně nakonec od této představy jeho režisér Jan Svěrák upustil, protože se do angličtiny dají obtížně přeložit český humor a poetika. Film měl premiéru v polovině května 2001 v pražském Světozoru a byla s ním spojena velká očekávání na zisk Oscara. Toho ovšem nezískal. A nepotvrdil ani roli největšího favorita udílení Českých lvů za rok 2001.
V následujícím roce (2002) se na prknech Divadla Járy Cimrmana konala premiéra hry Afrika, kterou Zdeněk Svěrák sepsal spolu s Ladislavem Smoljakem. Na ni o šest let později navázala poslední hra tohoto souboru, České nebe, jejíž první představení se odehrálo 28. října 2008.
Tou dobou již měl Svěrák za sebou přípravu scénáře pro film Vratné lahve, který musel na přání svého syna několikrát přepracovat. Část práce na scénáři je zachycena v dokumentárním filmu Tatínek, jejž o svém otci Jan Svěrák ve spolupráci s dokumentaristou Martinem Dostálem v roce 2004 natočil. Ve snímku je zdokumentován život Zdeňka Svěráka od jeho narození, dětství, školní léta, spolupráce s Ladislavem Smoljakem i jejich vzájemné spory až po psaní zmíněného scénáře. Film Vratné lahve se ale nakonec točit začal a premiéru měl 7. března 2007 v pražském Slovanském domě. O tři roky později (2010) měl pak premiéru další film Jana Svěráka nazvaný Kuky se vrací o dobrodružství plyšového medvídka Kukyho, který se snaží navrátit ke svému původnímu majiteli, chlapci Ondrovi. Zdeněk Svěrák ve filmu namluvil jednu z loutkových rolí.
Téhož roku, v neděli 6. června 2010, podlehl rakovině močového měchýře Svěrákův přítel Ladislav Smoljak. Své poslední divadelní představení, hru České nebe, hrál deset dní před úmrtím. Divadlo Járy Cimrmana však svá představení hraje i nadále. Jejich počet se ale během měsíce snížil na dvacet. Navíc ve hře Vražda v salonním coupé hrají postavu policejního praktikanta Hlaváčka dva noví herci, jejichž otcové již v Divadle Járy Cimrmana působí. Jsou to syn Miloně Čepelky Josef, který jinak hraje v královéhradeckém Klicperově divadle, a syn Václava Kotka Vojtěch. K tomu ve hře Dlouhý, Široký a Krátkozraký v roli Krátkozrakého vystupuje Miroslav Táborský.
Již od padesátých let 20. století píše Svěrák povídky, ale až v roce 2008 jich vybral deset, které vydal knižně pod názvem Povídky. Následujícího roku šest z těchto povídek namluvil spolu s herečkami Danielou Kolářovou a Libuší Šafránkovou na CD nazvané Povídky. Zbylé čtyři vydal na CD pojmenovaném Horká neděle aneb Vynechané povídky o šest let později (2015). Roku 2011 vyšla další sbírka povídek nazvaná Nové povídky. Na ně v roce 2013 Svěrák navázal sbírkou povídek inspirovaných svými zážitky z dětství pojmenovanou Po strništi bos. O nich původně uvažoval, že budou základem pro filmový scénář. V roce 2015 vyšla Svěrákovi další kniha nazvaná Filmové příběhy. Obsahuje celkem čtyři povídky. Tři z nich byly podkladem pro scénáře k již natočeným filmům, a sice Obecná škola, Kolja a Vratné lahve. Podle poslední měl Jan Svěrák snímek Po strništi bos teprve natočit, k čemuž později (2017) skutečně došlo. Ze svých písní sestavil několik knížek pro děti. Jsou jimi například Jaké je to asi v Čudu (2003), Když se zamiluje kůň (2004), Mám v hlavě myš Lenku (2006) nebo Když je pěkné počasí (2011).

### Druhá dekáda 21.století

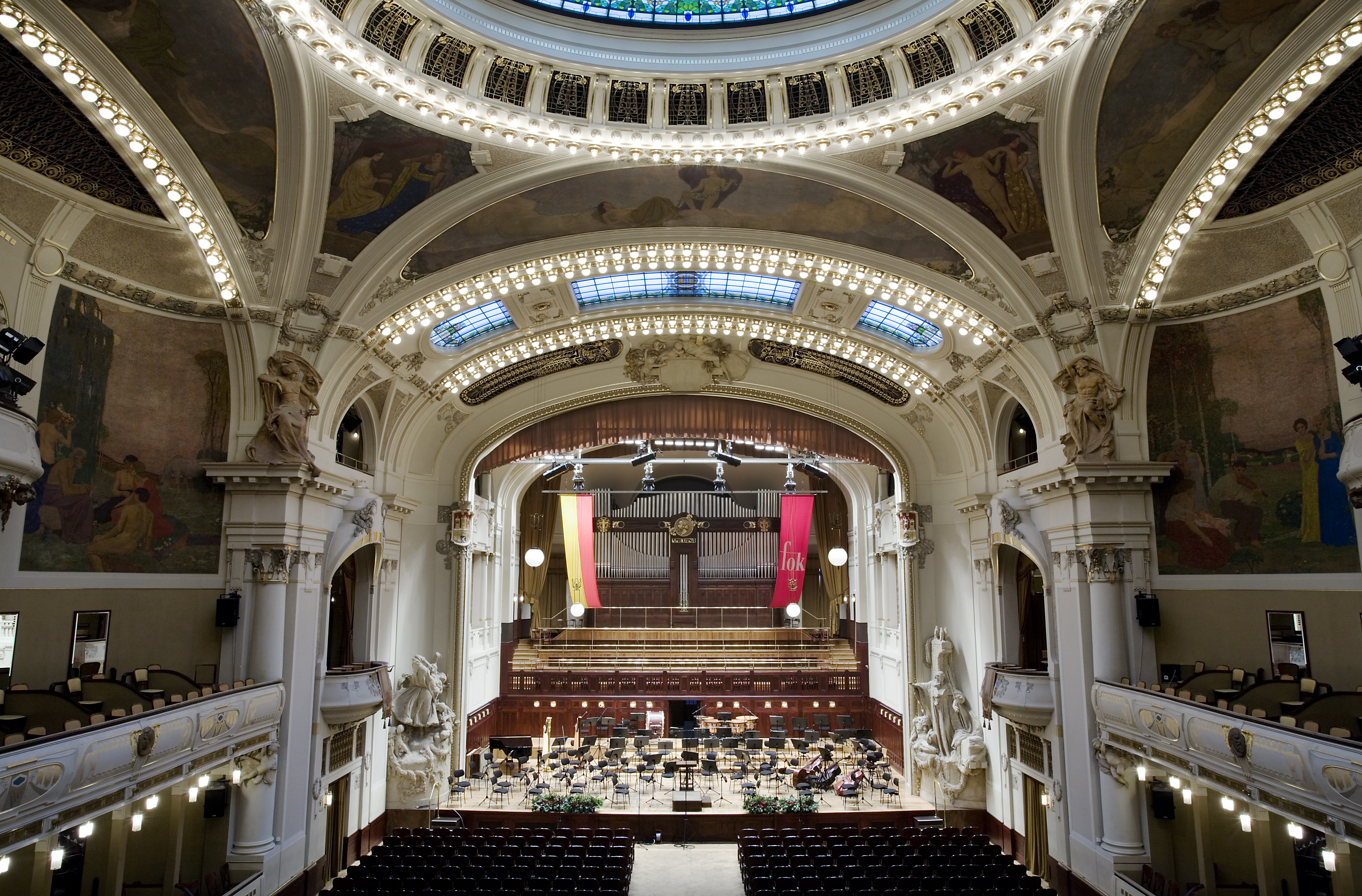
V roce 2013 hrál Zdeněk Svěrák pod vedením Libora Peška ve Smetanově síni pražského Obecního domu na koncertě na violoncello

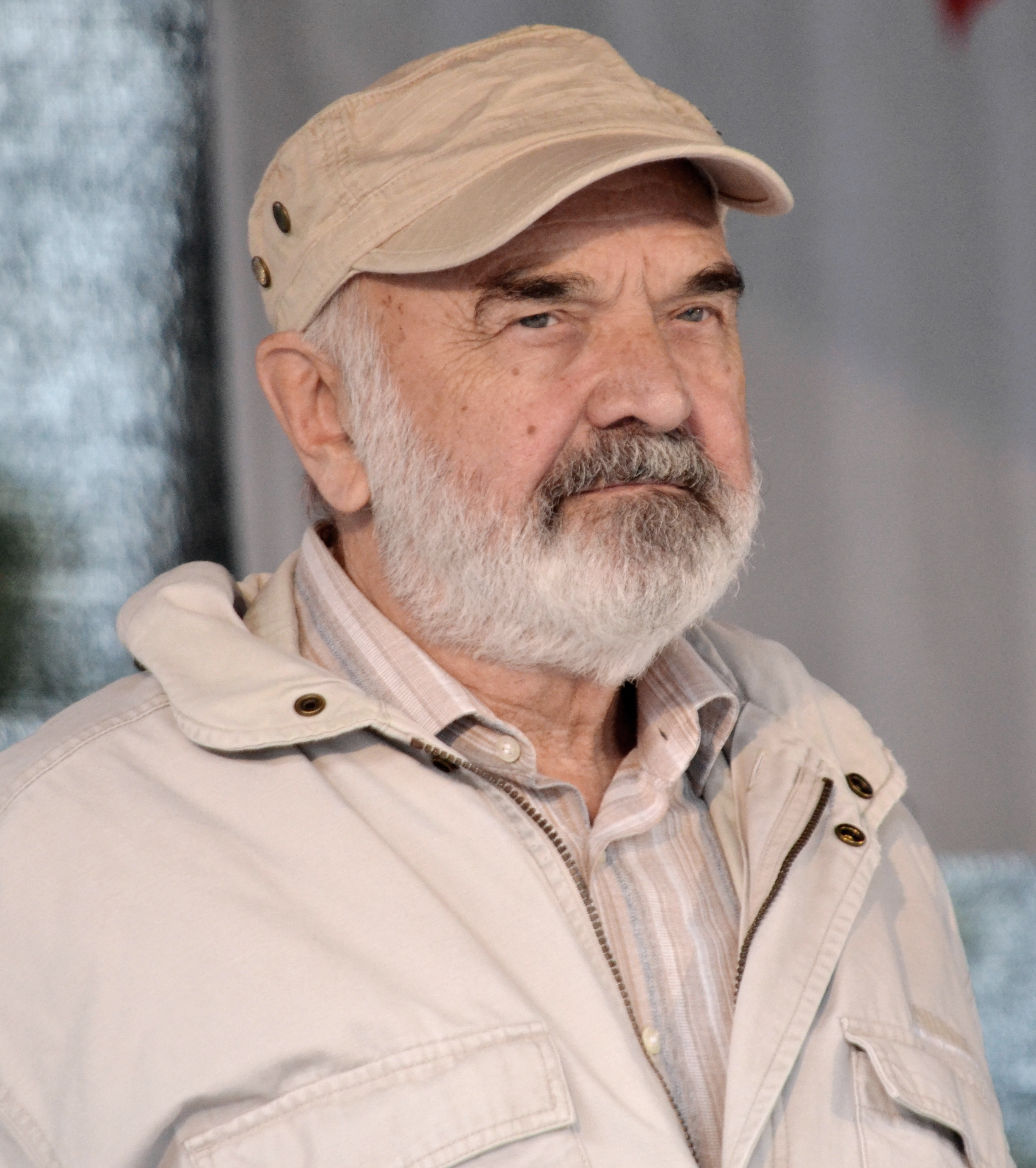
Zdeněk Svěrák v roce 2013

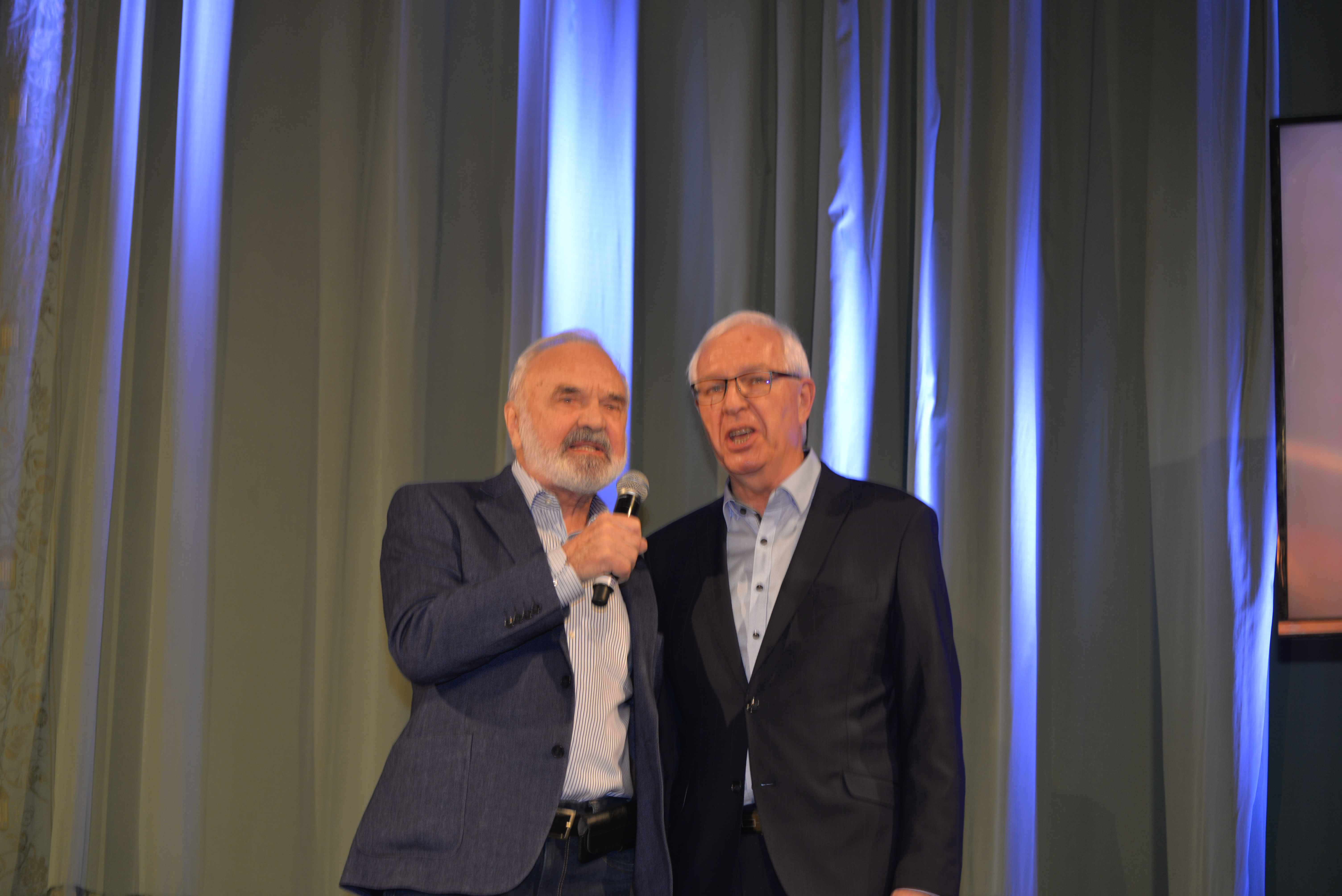
Zdeněk Svěrák během prezidentské kampaně Jiřího Drahoše

Od roku 2011 je Svěrák jedním z ambasadorů projektu Čtení pomáhá, který se snaží o podporu dětské četby a současně též charitativně pomáhá potřebným. Zároveň předsedá odborné komisi tohoto projektu. V roce 2012 vyšly na čtyřcédéčku Svěrákovy pohádky Tři auta, Krápník a Františka a Kolo se zlatými ráfky společně s Radovanovými radovánkami. Téhož roku slavilo Divadlo Járy Cimrmana 45 let od zahájení své činnosti a 4. října – v den výročí – se uskutečnilo slavnostní představení hry České nebe, které bylo přímým přenosem přenášeno do více než sedmdesáti kin po celé České republice. O rok později se 13. července 2013 v rámci hudebního festivalu Prague Proms z podnětu členů Českého národního symfonického orchestru konala ve Smetanově síni pražského Obecního domu premiéra a současně též derniéra představení Proso. To divákům představilo fragmenty ze stejnojmenné Cimrmanovy operety, z níž si ale – jak je uvedeno v semináři představení Divadla Járy Cimrmana Hospoda Na mýtince – některé hudební motivy rozebrali skladatelé Johann Strauss či Franz Lehár, a využili je ve svých skladbách, jež je proslavily. Představení ve Smetanově síni dirigoval Libor Pešek, pod jehož vedením si zde zahráli i někteří členové souboru Divadla Járy Cimrmana, Zdeněk Svěrák například na violoncello. Z koncertu pod režijním vedením Jana Svěráka vznikal záznam představení, který mohli sledovat diváci v 54 kinech České republiky. Výtěžek představení byl určen Centru Paraple.
Na počátku roku 2013 se v České republice konaly prezidentské volby, během nichž si poprvé svého prezidenta vybírali přímo občané a nevolili ho členové Parlamentu České republiky na své společné schůzi. Před touto volbou vyjádřil Zdeněk Svěrák podporu Karlu Schwarzenbergovi a spolu se svým synem Janem pro jeho kampaň natočil i tři videa, v nichž se Schwarzenbergem vede rozhovor. Schwarzenberg se sice společně s Milošem Zemanem dostal do druhého kola volby, ale tam svému rivalovi podlehl. Sám Svěrák o funkci prezidenta nikdy neuvažoval, ač se ve veřejných anketách jeho jméno také objevovalo.
Spolu s Jaroslavem Uhlířem píše Zdeněk Svěrák takzvané minioperky vycházející z pohádkových příběhů. Vznikly tak minioperky O Budulínkovi, Červená karkulka, O 12 měsíčkách či Šípková Růženka. Spojením tří z nich (Šípkové Růženky, Červené karkulky a O 12 měsíčkách) připravil Zdeněk Svěrák filmový scénář pro pohádku, kterou natočil pod názvem Tři bratři jeho syn Jan a premiéru měla o letních prázdninách 2014. Hlavní role – trojici sourozenců – ve filmu ztvárnili Vojtěch Dyk, Tomáš Klus a Zdeněk Piškula.
V roce 2015 se Svěrák, ač netanečník, stal pátým porotcem v sedmém, speciální dílu taneční soutěže StarDance …když hvězdy tančí, jejíž sedmou řadu během podzimu toho roku Česká televize vysílala. Během vysílání zmíněného dílu mohli televizní diváci zasílat své finanční příspěvky na Konto Paraple prostřednictvím DMS. Pouze v den Svěrákových 80. narozenin (28. března 2016) uvedla vybraná kina v České republice i ve světě vyčištěnou (remasterovanou) verzi snímku Obecná škola. Na konci dubna 2016 se v zámku v Čechách pod Kosířem otevřelo Muzeum filmů Zdeňka a Jana Svěrákových, v němž jsou od té doby vystaveny exponáty vážící se k jejich společným filmům Obecná škola, Kolja, Tmavomodrý svět, Vratné lahve a Tři bratři. Součástí expozice je i psací stroj, na němž Zdeněk Svěrák psal své texty. Ve stejném roce se v pražském Kongresovém centru začal uvádět muzikál Ať žijí duchové!, který režíroval Antonín Procházka a který vycházel z někdejšího dětského filmového muzikálu se Svěrákovými a Uhlířovými písněmi. Téhož roku (2016) navíc začal Jan Svěrák během srpna natáčet další film podle scénáře svého otce nazvaný Po strništi bos. Jeho předpremiéra se konala 2. srpna 2017 ve Slavonicích, kde se snímek především natáčel, a 17. srpna jej pak premiérově uvedla kina v široké distribuci. Zdeněk Svěrák již ve filmu hrát neměl, ale nakonec si ve scénáři původně napsanou roli učitelky přepsal na úlohu ředitele školy a toho si, na přání režiséra, zahrál sám. Současně některé z rekvizit z tohoto snímku obohatily muzeum filmů v Čechách pod Kosířem.
Dne 28. října 2017 se v pražské O2 areně uskutečnil koncert nazvaný „Trvalky“, jenž připomněl padesát let trvající spolupráci mezi Svěrákem a Jaroslavem Uhlířem. Na koncertu, kterým provázeli Barbora Poláková a Pavel Liška, zaznělo třicet jejich společných písní a interprety doprovodil i sbor Sedmihlásek Praha.
Počátkem roku 2018 se v České republice uskutečnila druhá prezidentská volba, v níž hlavu státu vybírali přímo voliči a nikoliv prostřednictvím členů parlamentu. Svěrák patřil k podporovatelům Jiřího Drahoše, zatímco jeho syn Jan Svěrák preferoval Pavla Fischera. Drahoš se posléze s tehdejším prezidentem Milošem Zemanem dostal do druhého kola volby, v níž ale obhájci hlavy státu podlehl a prezidentem se na dalších pět let stal Miloš Zeman, který tak obhájil svůj mandát. Na podzim téhož roku vyšla Svěrákova knížka Strážce nádrže inspirovaná událostmi přehrady Desná (známé též jako Protržená přehrada) a s ní úzce související vodní nádrže Souš. Literární dílo je tvořeno sbírkou fiktivních dopisů Jiřího Smrčky, hlídače zachovalé přehrady, který je při hlídání vodního díla píše svému nadřízenému, řediteli povodí. V tomtéž roce vydal knížku Město spí, určenou malým dětem. Dne 25. října roku 2018 měl pod režijním vedením Radka Balaše v pražském divadle Broadway premiéru český muzikál Trhák, jenž je inspirován stejnojmenným filmovým muzikálem napsaným Zdeňkem Svěrákem a Ladislavem Smoljakem.
V závěru června roku 2019 se aktivně zúčastnil protestní akce Je to na nás!, kterou na pražské Letenské pláni uspořádal spolek Milion chvilek pro demokracii. Pronesl krátký proslov a spolu s Jaroslavem Uhlířem zazpívali své dvě písně, a sice „Není nutno“ a „Pod dubem, za dubem“ z filmové loupežnické pohádky Lotrando a Zubejda. Během roku 2020 zasáhla celý svět s výjimkou Antarktidy pandemie koronaviru covid-19. Dne 25. března 2020 zazpíval ve 12.30 hodin Svěrák společně s Uhlířem pro zlepšení nálady celého národa a pro podporu lidí bojujících s pandemií koronaviru píseň „Není nutno“, kterou ve stejný čas odvysílala Česká televize, Český rozhlas, privátní rozhlasové stanice Evropa 2, Frekvence 1, Rádio Blaník, dále některé obce svým místním rozhlasem a rovněž tak se ozvala z reproduktorů některých obchodů či na čerpacích stanicích společnosti Benzina. V září 2020 pak Svěrák covid-19 prodělal.

### Třetí dekáda 21.století
U příležitosti Svěrákových pětaosmdesátých narozenin (2021) vyšla jeho další kniha pojmenovaná Povídky a jedna báseň. Současně vyšel soubor tří kompaktních disků (CD) nazvaný Skoro všechno, jenž obsahuje výběr povídek, pohádek nebo písniček, které Svěrák připravil, s výjimkou jeho tvorby pro Divadlo Járy Cimrmana. Zároveň se svým synem Janem připravoval Svěrák natáčení nového filmu nazvaného Betlémské světlo a napsal předmluvu ke knize Tomáše Malečka pojmenované Divadlo Járy Cimrmana po padesátce…, která zpracovává historii Divadla Járy Cimrmana.
V prezidentských volbách v roce 2023 podpořil kandidaturu armádního generála ve výslužbě Petra Pavla, který v klání nakonec uspěl, když ve druhém kole porazil Andreje Babiše, a stal se na roky 2023 až 2028 prezidentem České republiky.

## Rodina

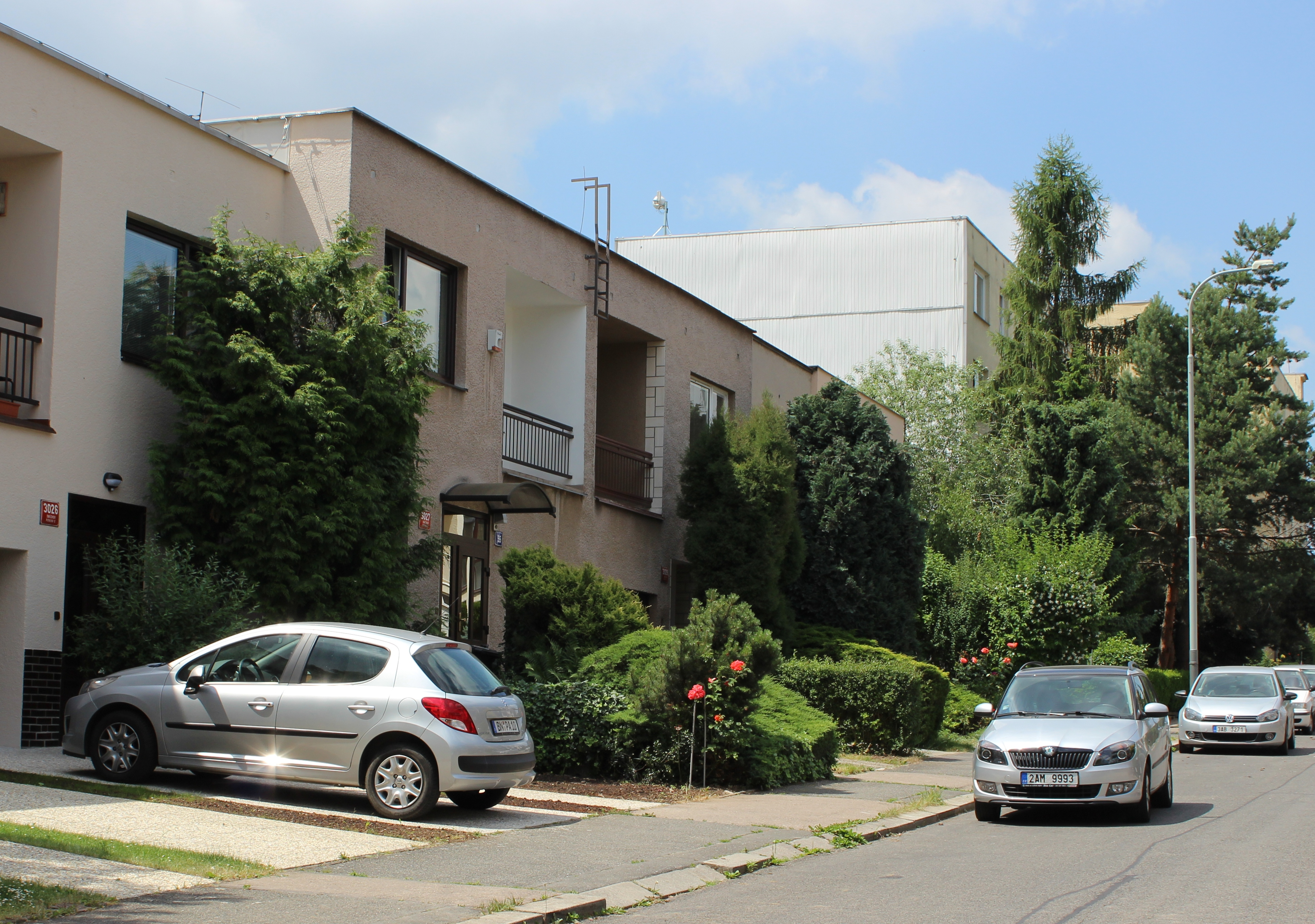
Řadový dům na pražském Smíchově, v němž Svěrákovi bydlí

Zdeněk Svěrák má s manželkou Boženou dvě děti. Starší dcera Hanka, provdaná Jelínková, má s manželem dva syny. Její bratr Jan má s manželkou Evou celkem tři děti. Dcera Kateřina se v roce 2013 provdala za svého partnera a téhož roku se jim po svatbě narodil i syn. Jejími bratry jsou František, jenž studoval v roce 2012 na filmové škole v Písku fotografii a střih, a Ondřej. Celkem tak měl Zdeněk Svěrák k roku 2014 dvě děti, pět vnoučat a jedno pravnouče.

## Vyznání a náboženství
Považuje se za nesmělého ateistu, který by byl rád, aby Pán Bůh byl.

## Soudní spory

### Bauhaus
Obchodní řetězec Bauhaus ve své reklamě uveřejněné během září 2004 na nejméně 211 billboardech uvedl slovní spojení „upeč… třeba zeď“. Podle Svěráka je text inspirován jeho písní „Dělání“ uveřejněné prvně ve filmu Princové jsou na draka, ve které se objevuje verš „upeč třeba chleba, postav třeba zeď“. Podal proto k soudu žalobu na ochranu svých autorských práv a brněnský krajský soud mu dal v prosinci 2005 za pravdu. Obchodní řetězec se však proti tomuto rozhodnutí odvolal s tvrzením, že danou píseň vůbec nezná. O sporu v září 2006 proto rozhodoval olomoucký vrchní soud, jenž opět dal Svěrákovi za pravdu s tím, že mu má Bauhaus vyplatit odškodné ve výši 200 tisíc korun českých a navíc na vlastní náklady uveřejnit omluvu v celostátně vydávaném deníku.
Proti tomuto rozhodnutí se Bauhaus dovolal k Nejvyššímu soudu, který oba předchozí rozsudky v roce 2007 zrušil. V únoru 2010 tak o sporu znovu rozhodoval Krajský soud v Brně, jenž opět dal Svěrákovi za pravdu a znovu nařídil obchodnímu řetězci uhradit odškodnění ve výši 200 tisíc korun a v některém z celostátních deníků uvést omluvu. Proti rozhodnutí se Bauhaus odvolal a na začátku září 2010 rozhodl spor Vrchní soud v Olomouci, když se přiklonil na Svěrákovu stranu a nařídil zaplacení požadovaného dvousettisícového odškodného spolu s uveřejněním omluvy o velikosti jedné osminy strany v některém z celostátních deníků. Vůči rozhodnutí olomouckého soudu se sice obchodní řetězec opět dovolával k Nejvyššímu soudu, leč ten toto dovolání odmítl a ponechal v platnosti rozhodnutí soudu z Olomouce. Vysouzený finanční obnos plánoval Svěrák věnovat na konto paraplegiků.

### Metelesku blesku

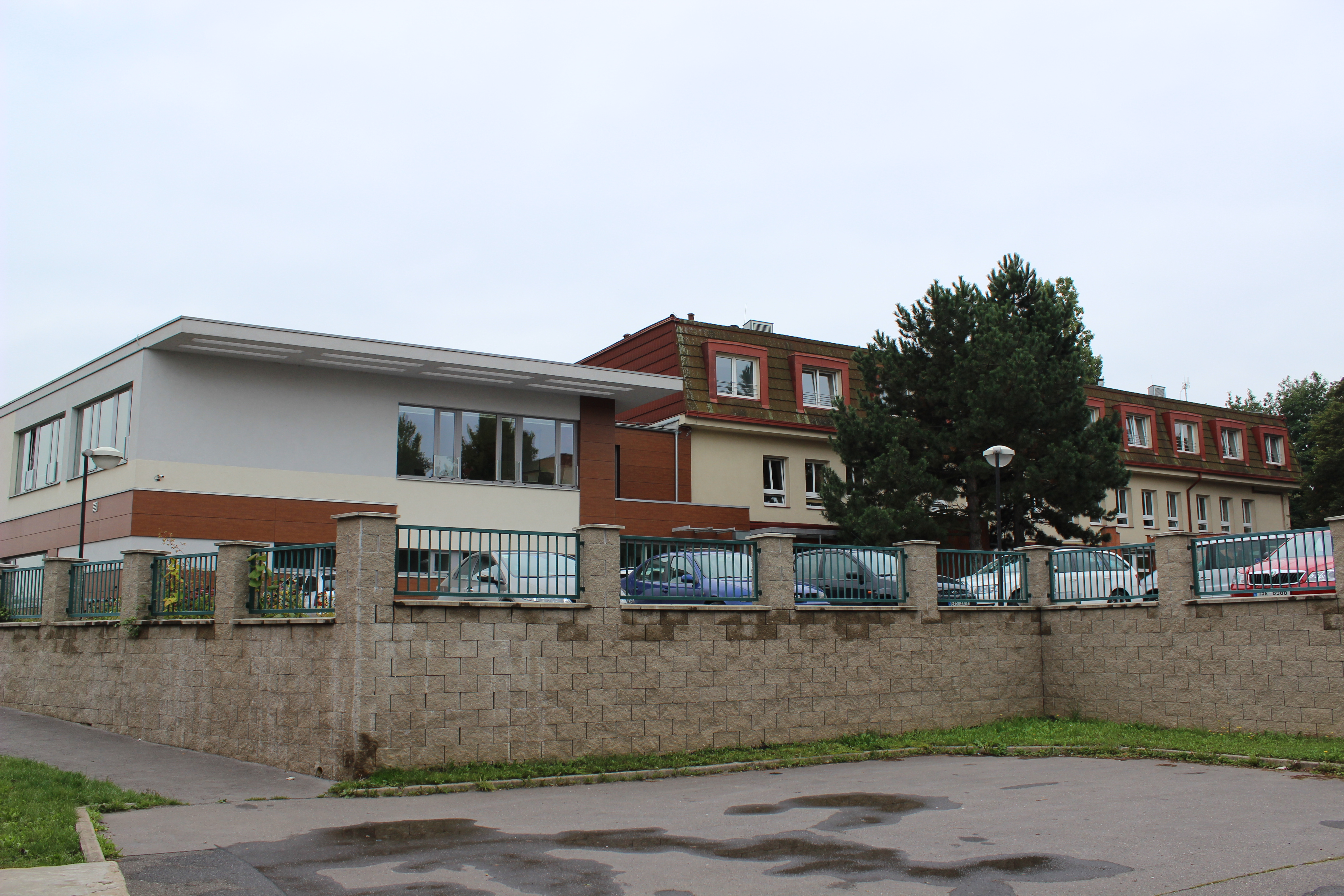
Objekty Centra Paraple, jemuž volební uskupení Hlavu vzhůru poslalo jako omluvu finanční obnos

Před mimořádnými volbami do Poslanecké sněmovny konanými roku 2013 začalo uskupení Hlavu vzhůru vedené Janou Bobošíkovou používat jako svoji hymnu skladbu složenou Tomášem Úlehlou, ve které se objevil rým „Metelesku blesku, pojďme pomoct Česku“. Výraz „Metelesku blesku“ se objevil ve filmu Marečku, podejte mi pero!, k němuž Svěrák se Smoljakem napsali scénář. Svěrák zvažoval, že se kvůli tomuto použití sloganu obrátí na soud. Autor písně Tomáš Úlehla však tvrdil, že se spojení „Metelesku blesku“ používá na Moravě jako zaklínadlo. Toto tvrzení však Svěrákovi připadalo směšné. Následně začala Bobošíková tvrdit, že výraz pochází z estonštiny. Server iDNES.cz ověřoval její tvrzení v estonsko-českém slovníku, leč neúspěšně, a spojení ve své rodné řeči neznal ani tehdejší estonský velvyslanec v České republice Lembit Uibo. Politické uskupení nakonec přestalo tvrdit, že je to výraz z moravštiny nebo z estonštiny, a jako omluvu poslalo ještě před podáním Svěrákovy žaloby na účet Centra Paraple částku 30 tisíc korun českých. Svěrák následně žalobu nepodal, neboť jak zdůvodnil jeho právní zástupce František Vyskočil, hrozil po volbách rozpad uskupení Hlavu vzhůru a výsledek soudního řízení by tak byl dle Vyskočila nejistý.

### Nařčení ze zneužívání dětí
V závěru roku 2013 se na sociální síti Facebook objevila skupina pojmenovaná „Znásilnil mě Zdeněk Svěrák“, jejíž členové tvrdili, že je Svěrák v době, kdy chodili do dětského sboru Sedmihlásek Praha, sexuálně zneužíval. Ve facebookové skupině se objevilo také vyjádření sexuologa Radima Uzla, které však ve skutečnosti bylo podle zjištění časopisu Týden podvrhem. Proti nařčení podal Svěrák trestní oznámení na neznámého pachatele. Ve skupině se však objevil také příspěvek, který založení skupiny přisuzoval novináři Jiřímu X. Doležalovi. V textu tohoto příspěvku stálo, že Svěrák nikoho neznásilnil a že facebooková skupina vznikla pouze pro účely sociálního experimentu sledujícího šíření bulvárních informací prostřednictvím této sociální sítě. Doležal však autorem tohoto výzkumu nebyl a pachatel je tak neznámý.

## Ocenění

### Literární
Za svou literární tvorbu získal Svěrák několik ocenění. Je trojnásobným nositelem ceny čtenářů Magnesia Litera. První získal hned při jejím premiérovém udílení v roce 2004 za publikaci Jaké je to asi v Čudu. Další mu byla udělena v roce 2012 za knihu Nové povídky a poslední o dva roky později (2014) za vzpomínkovou knihu Po strništi bos. Třikrát úspěšný byl také v anketě Český bestseller. První ocenění, s nímž je spojena soška Olbrama Zoubka ztvárňující ženu vystupující z knihy, získal roku 2008 za svou prozaickou prvotinu Povídky. Dalšího úspěchu se dočkal roku 2011, kdy uspěl s knihou Nové povídky. Poslední úspěch v této anketě sklidil Svěrák za rok 2013, kdy dostal sošku za svou knihou Po strništi bos. Tou dobou již byl držitelem „Ceny pro nejdéle přemlouvaného autora“, kterou mu v únoru 2011 udělilo nakladatelství Albatros, když se dočkalo dopsání Svěrákovy pohádkové knihy Pan Buřtík a pan Špejlička a mohlo ji knižně vydat. V roce 2014 získal Svěrák na festivalu Svět knihy také Cenu Miloslava Švandrlíka, jíž jsou dekorováni autoři nejlepších humoristických knih, jež vyšly v předchozím roce. Porota takto ocenila publikaci Po strništi bos.

### Divadelní
Herecká asociace, která udílí ocenění Thálie, se rozhodla od ročníku 2019 změnit dosavadní kategorii nazvanou „Cena kolegia Herecké asociace“ na „Cena České akademie divadelníků“. Prvním umělcem dekorovaným novou cenou se stal Zdeněk Svěrák, jenž při přebírání připomněl rovněž zásluhy Ladislava Smoljaka.

### Filmová

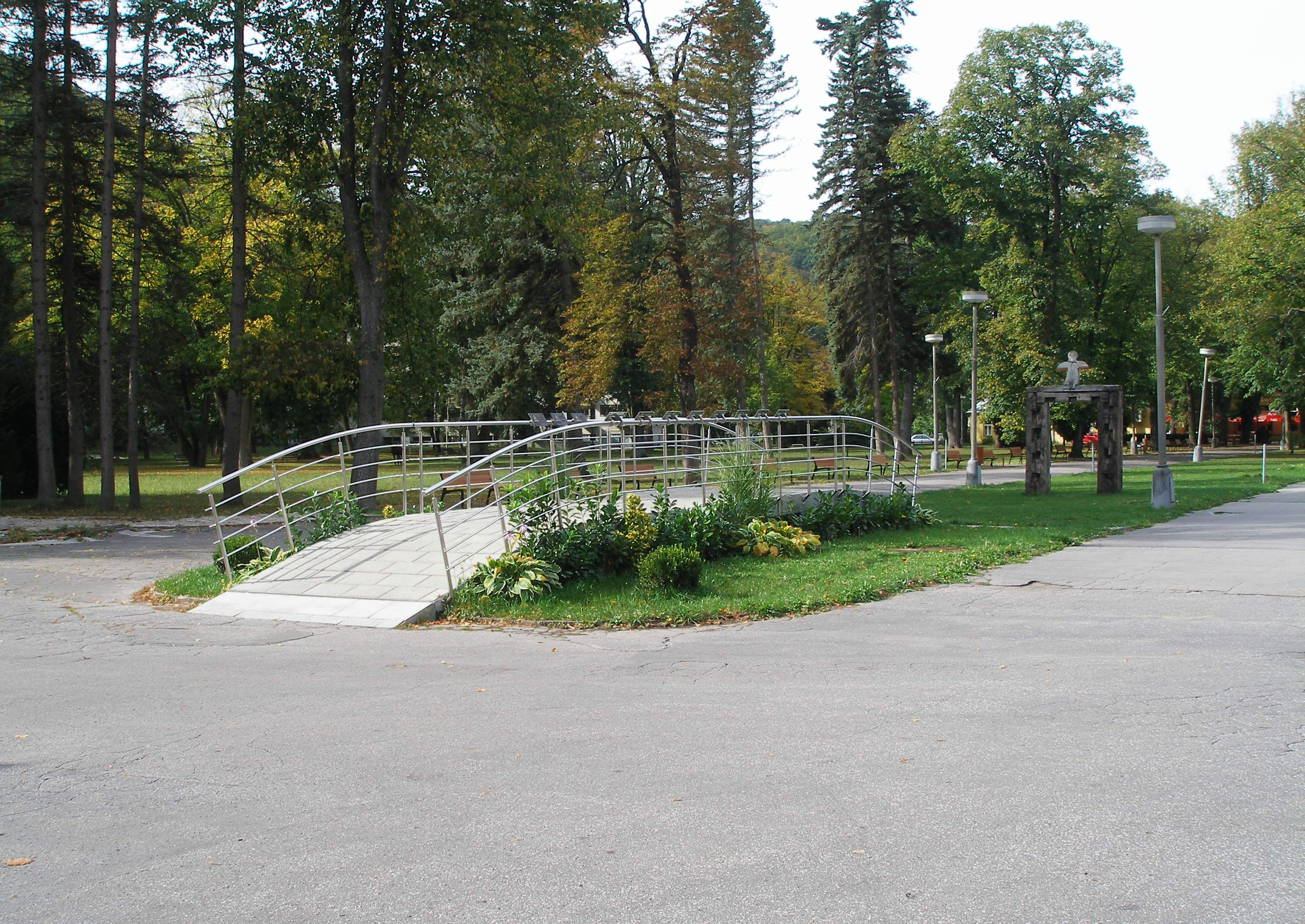
Most Slávy v Trenčianských Teplicích

Svěrák je též nositelem několika filmových ocenění. Získal dva České lvy za nejlepší scénář, a sice roku 1996 za film Kolja a 2007 za snímek Vratné lahve. Za rok 2010 navíc obdržel ještě Českého lva za mimořádný přínos české kinematografii.
Snímek Vesničko má středisková, ke kterému napsal scénář, byl nominován na Oscara pro nejlepší cizojazyčný film, a stejně tak i Obecná škola, k níž napsal nejenom scénář, ale navíc si v ní ve vedlejší roli i zahrál. Ani jeden z nich však ocenění nezískal. Film Kolja, jehož scenáristou Zdeněk Svěrák je a vytvořil v něm hlavní roli, vyhrál Českého lva 1996 pro nejlepší film, dále v téže soutěži cenu filmových kritiků a cenu časopisu Cinema. Snímek uspěl také na tokijském mezinárodním filmovém festivalu, kde v roce 1996 dostal hlavní cenu Grand Prix a Svěrák ocenění za nejlepší scénář. Dalšího ocenění se Svěrákovi za tento film dostalo ve španělském Madridu, kde na festivalu Madridimagen 1996 obdržel cenu za nejfotogeničtější objekt. Hollywoodská Asociace zahraničních novinářů udělila filmu Kolja Zlatý glóbus pro nejlepší cizojazyčný film toho roku a americká Akademie filmového umění a věd udělila snímku za rok 1996 Oscara pro nejlepší cizojazyčný film.
Na Novoměstském hrnci smíchu, který se koná v Novém Městě nad Metují, získal v roce 1984 cenu diváků za film Tři veteráni a v roce 1996 cenu FITES za nejlepší scénář a rovněž za nejlepší mužský herecký výkon ve filmu Kolja. Dalšího ocenění se mu na tomto festivalu dostalo znovu v roce 2010, kdy obdržel Cenu za celoživotní dílo. Pohádka Tři veteráni přinesla Svěrákovi cenu za nejlepší scénář i na mezinárodním filmovém festivalu sci-fi filmů IMAGFIC v Madridu. Na jubilejním padesátém ročníku zlínského Film festivalu obdržel roku 2010 Uznání za celoživotní dílo ve filmové tvorbě pro děti a mládež. Ocenění získal také na Karlovarském mezinárodním filmovém festivalu (MFF KV), kde mu v roce 2008 udělili zvláštní uznání za scénář k filmu Vratné lahve a snímek zde tehdy také získal Cenu diváků. V roce 2014 získal na tomtéž místě Cenu prezidenta festivalu. Ve stejném roce obdržel v Berouně „Cenu Vladislava Vančury“ za přínos české kinematografii na tamních cenách určených tvůrcům audiovizuální tvorby nazvané Trilobit.
V roce 2011 mu byla na festivalu Art Film Fest ve slovenských Trenčianských Teplicích předána cena „Hercova mise“, kterou jsou dekorováni herci za jejich mimořádný přínos k filmovému hereckému umění. Se ziskem ocenění je spojena tradice připevnění cedulky se jménem oceněného na most Slávy, který se nachází v místním městském parku. Spolu se synem Janem získal toho roku (2011) na bratislavském Mezinárodním filmovém festivalu cenu za uměleckou výjimečnost ve světové kinematografii.
Na Zlín Film Festivalu získal roku 2010 ocenění Zlatý střevíček za mimořádný přínos kinematografii pro děti a mládež. V srpnu 2021 obdržel na 47. Letní filmové škole Výroční cenu Asociace českých filmových klubů (AFČK).
O dva měsíce později, v říjnu 2021, obdržel Cenu ministerstva kultury za přínos v oblasti kinematografie a audiovize.

### Zvuková
Jednotlivé hry vydávalo na zvukových nosičích vydavatelství Supraphon. V roce 2007 převzalo Divadlo Járy Cimrmana speciální Miliónovou desku Supraphonu udělenou za více než jeden milión prodaných zvukových nosičů. Roku 2014 navíc převzal Zdeněk Svěrák dvojnásobnou platinovou desku Supraphonu, která byla udělena za více než 10 tisíc prodaných nosičů s nahrávkami Svěrákových knih Povídky a Nové povídky. O dva roky později (2016) obdržel spolu s Jaroslavem Uhlířem od Supraphonu diamantovou desku oceňující vzájemnou spolupráci obou umělců. Když v roce 2018 udělovala Asociace vydavatelů audioknih (AVA) ocenění za předchozí rok, udělila Svěrákovi cenu za mimořádný přínos mluvenému slovu. O pět let později (2023) byl na vyhlašování hudebních cen Anděl uveden do Síně slávy této ankety. Ocenění mu předával tehdejší prezident České republiky Petr Pavel.

### Společenská
Roku 1995 obdržel od nadace Pangea ocenění „Za úsilí o nápravu věcí lidských“. Dne 28. října 1999 dostal na Pražském hradě z rukou Václava Havla, tehdejšího prezidenta České republiky, Medaili Za zásluhy udělenou za vynikající umělecké výsledky. Během roku 2005 uspořádala Česká televize soutěž Největší Čech, v níž Svěrák obsadil 25. místo. Úspěch v téže anketě zaznamenal také Jára Cimrman, jenž byl ovšem nakonec vyřazen, protože se ankety nemohly účastnit fiktivní osobnosti. V roce 2008 se Svěrák stal čestným občanem Kopidlna, města, v němž jako chlapec během druhé světové války pobýval. Během srpna 2013 mu Plzeňský pivovar předal ocenění Honorary Connoisseur, které se uděluje těm, kdo šíří věhlas plzeňského piva. O dva roky později na královéhradecké univerzitě získal čestný doktorát udělený za přínos k rozvoji jazykové kultury. V září 2016 se stal čestným občanem Prahy. V polovině června 2018 obdržel Svěrák od Mensy České republiky čestné uznání spolu s pamětním listem obsahujícím grafický výtvor akademického malíře Karla Šafáře.

## Dílo

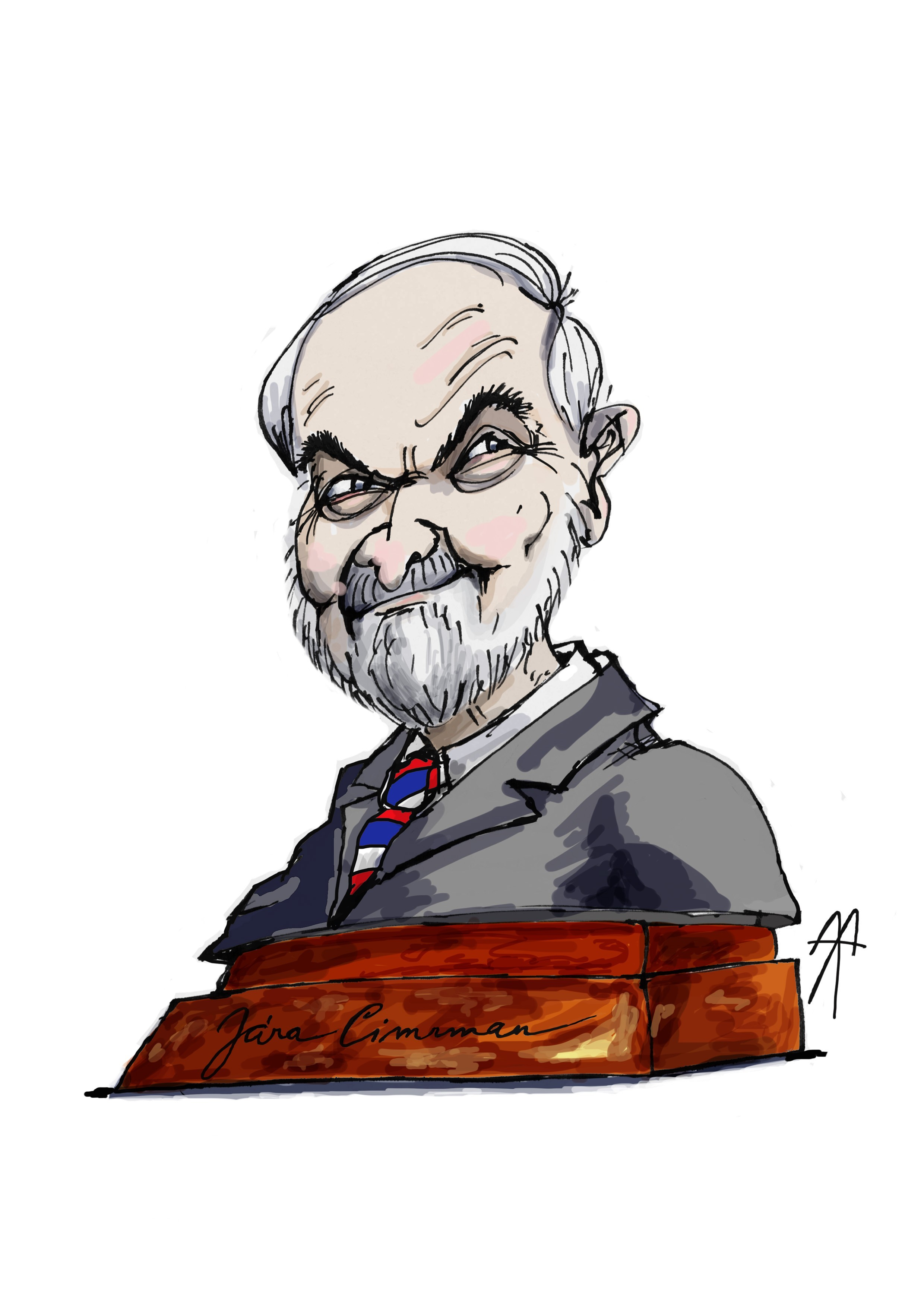
Karikatura Z. Svěráka jako Járy Cimrmana (Břetislav Kovařík, 2019)

### Hodnocení umělecké činnosti
Svěrákovo herectví, a to jak na divadelním jevišti, tak před filmovou či televizní kamerou, vychází z opravdovosti a vážnosti, s jakou prezentuje ať už slovní, nebo situační absurdity. V nich přehnaně využívá učitelský výklad a gestikulaci, i když hovoří o běžných věcech. Ve svém herectví postupně nabytými zkušenostmi dospěl k širokému výrazovému rejstříku, byť se sám stále považuje za neherce a v oblasti herectví za samouka. Ve filmu se jeho scenáristické i herecké umění naplno rozvinulo až během sedmdesátých let 20. století, kdy spolu s Ladislavem Smoljakem vytvářeli role podlézavých, úslužných až škodolibých, ale někdy i šprýmařských epizodních postav ve svých autorských komediích. Postupně se ale Smoljak čím dál tím více od herectví odkláněl k režii a Svěrák se věnoval psaní scénářů. Ty využívají nejen typické nápadité fabulace, ale poetiky spolu s inteligentním humorem. Postupně tak kvalita Svěrákovy autorské činnosti upozadila jeho herectví.
Filmový publicista Kamil Fila uvádí, že ve filmech Na samotě u lesa, Vrchní, prchni, Kulový blesk či Nejistá sezóna téměř nevystupují hrdé postavy (lidé jsou tu trapní, ohnutí či ponížení). Autoři filmů tak ukazují nešvary normalizační doby a Fila oceňuje jejich schopnost kriticky vypovídat i v komediálních filmech. Analýzu tvorby Smoljaka a Svěráka sepsala Pavlína Kubíková ve svém díle Ladislav Smoljak – Zdeněk Svěrák z roku 1988.
Humor a vidění světa ve Svěrákových dílech bývá charakterizováno jako laskavé, nicméně objevuje se i opačný názor.[zdroj?]

### Divadelní hry

#### Divadlo Járy Cimrmana
- Akt (1967)
- Hospoda Na mýtince (1969) – spolu s Ladislavem Smoljakem
- Vražda v salonním coupé (1970) – spolu s Ladislavem Smoljakem
- Němý Bobeš (1971) – spolu s Ladislavem Smoljakem
- Cimrman v říši hudby (1973) – spolu s Ladislavem Smoljakem
- Dlouhý, Široký a Krátkozraký (1974) – spolu s Ladislavem Smoljakem
- Posel z Liptákova (1977) – spolu s Ladislavem Smoljakem
- Lijavec (1982) – spolu s Ladislavem Smoljakem
- Dobytí severního pólu Čechem Karlem Němcem 5. dubna 1909 (1985) – spolu s Ladislavem Smoljakem
- Blaník (1990) – spolu s Ladislavem Smoljakem
- Záskok (1994) – spolu s Ladislavem Smoljakem
- Švestka (1997) – spolu s Ladislavem Smoljakem
- Afrika (2002) – spolu s Ladislavem Smoljakem
- České nebe (2008) – spolu s Ladislavem Smoljakem

Jednotlivé hry postupně vycházely také na kompaktních discích (CD) a některé zpočátku též na gramofonových deskách (LP). První nahranou hrou bylo představení Dlouhý, Široký a Krátkozraký, které se na gramofonových deskách objevilo v roce 1978. Postupně na kompaktních discích vycházely ještě další záznamy, a sice:
- Cimrman před branami hudby (1997) – „vědecké“ semináře z představení Cimrman v říši hudby[p 25]
- Zapomenuté věci zapomenutého génia (2001)
- Posel světla a další: Cimrmanovské texty, na něž se nedostalo (2005)
- Ze hry do hry (2007) – záznam slavnostního představení ke 40. výročí založení divadla
- Všech 15 her a texty, na které se nedostalo (2010)

#### Ostatní
- Lochneska (1966) – spolu s Ladislavem Smoljakem

### Zvuková tvorba

#### Písňová alba
- Hodina zpěvu (1992) – spolu s Jaroslavem Uhlířem
- Není nutno… (1993) – spolu s Jaroslavem Uhlířem
- …aby bylo přímo veselo (1994) – spolu s Jaroslavem Uhlířem
- Hlavně nesmí býti smutno… (1995) – spolu s Jaroslavem Uhlířem
- …natož aby se brečelo (1997) – spolu s Jaroslavem Uhlířem
- Zpěvník (1997) – spolu s Jaroslavem Uhlířem
- Nemít prachy – nevadí… (1999) – spolu s Jaroslavem Uhlířem
- Vánoční a noční sny (2000) – spolu s Jaroslavem Uhlířem
- Nemít srdce – vadí… (2001) – spolu s Jaroslavem Uhlířem
- Zpěvník (2002) – spolu s Jaroslavem Uhlířem
- …zažít krachy – nevadí! (2003) – spolu s Jaroslavem Uhlířem
- …zažít nudu – vadí! (2005) – spolu s Jaroslavem Uhlířem
- 20 let písniček z pořadu Hodina zpěvu (2007) – spolu s Jaroslavem Uhlířem
- Hity a skorohity (2008) – spolu s Jaroslavem Uhlířem
- Takovej ten s takovou tou (2009) – spolu s Jaroslavem Uhlířem
- Písničky o zvířatech (2010) – spolu s Jaroslavem Uhlířem
- Alchymisti (2011) – spolu s Jaroslavem Uhlířem
- Jupí (2014) – spolu s Jaroslavem Uhlířem
- Operky (2016) – spolu s Jaroslavem Uhlířem
- Cirkusový stan (2016) – spolu s Jaroslavem Uhlířem
- Ty nejlepší písničky v novém kabátě (2016) – spolu s Jaroslavem Uhlířem

#### Mluvené slovo
Na kompaktních discích vyšla dále tato Svěrákova tvorba:
- Tatínku, ta se ti povedla (1991)
- Podzemnice olejná (1993)
- Radovanovy radovánky (1995)[328] – Svěrák načetl přepis televizního večerníčku (večerníček namluvil Luděk Sobota)[329]
- Staré pověsti české (1999) – Svěrák načetl Jiráskovy pověsti
- Odskok od Cimrmana do lázní Kožich (2000) – spolu s Petrem Bruknerem
- Posel Hydrometeorologického ústavu a To jeli dva ve vlaku (2007)
- Povídky (2009)
- Pan Buřtík a pan Špejlička (2011)
- Nové povídky (2012)
- O lidech a lidech (2013) – fejetony Milana Lasici čte Zdeněk Svěrák a jejich autor,[330] předmluva Zdeňka Svěráka[331]
- Po strništi bos (2014)
- Rybí povídky (2014) – Svěrák a další (Miroslav Táborský, Marek Eben, Jiří Lábus) načetli povídky Oty Pavla jako charitativní album pro Centrum Paraple[332]
- Horká neděle aneb Vynechané povídky (2015)
- Tři bratři (2015)
- Dětské etudy (2016) – Zdeněk Svěrák načetl knihu Ludvíka Aškenazyho
- Strážce nádrže (2019)
- Povídky a jedna báseň (2022)

#### Rozhlasové hry
- Tři auta (1963)
- Tiché šlapací království (1964), znovu nahrána jako Kolo se zlatými ráfky (1989)
- Krápník a Františka (1965)
- To jeli dva ve vlaku (1967)
- Posel Hydrometeorologického ústavu (1992)[333]

### Filmografie

#### Scénáře
- Příliš krásná dívka (1972) – spolu s Miloněm Čepelkou
- Jáchyme, hoď ho do stroje! (1974) – spolu s Ladislavem Smoljakem
- Kdo hledá zlaté dno (1974) – spolu s Vojtěchem Měšťanem a Rudolfem Rážem
- Muž, který se spustil (1974) – spolu s Miloněm Čepelkou[334]
- Dveře (1975) – spolu s Miloněm Čepelkou[335]
- Na samotě u lesa (1975) – spolu s Ladislavem Smoljakem
- Marečku, podejte mi pero! (1976) – spolu s Ladislavem Smoljakem
- Ať žijí duchové! (1977) – spolu s Oldřichem Lipským a Jiřím Melíškem
- Kulový blesk (1978) – spolu s Ladislavem Smoljakem
- Trhák (1980) – spolu s Ladislavem Smoljakem
- Vrchní, prchni (1980)
- Jára Cimrman ležící, spící (1983) – spolu s Ladislavem Smoljakem
- Tři veteráni (1983)
- Inzerát (1983) – spolu s Ladislavem Smoljakem
- Rozpuštěný a vypuštěný (1984) – spolu s Ladislavem Smoljakem
- Co je vám, doktore? (1984) – spolu s Antonínem Mášou a Vítem Olmerem
- Vesničko má středisková (1985)
- Případ Platfus (1985), televizní film
- Nejistá sezóna (1987) – spolu s Ladislavem Smoljakem
- Narostl mu hřebínek (1988), animovaný film
- Radovanovy radovánky (1987), televizní večerníček
- Utopím si ho sám (1989), televizní film
- Obecná škola (1991)
- Osvětová přednáška v Suché Vrbici (1992), televizní film
- Život a neobyčejná dobrodružství vojáka Ivana Čonkina (1993)
- Akumulátor 1 (1994)
- Kolja (1996)
- Chlípník (1996), televizní film
- Dvě z policejní brašny (1996), televizní film
- Lotrando a Zubejda (1997)
- Tmavomodrý svět (2001)
- Vratné lahve (2006)
- Tři bratři (2014)
- Po strništi bos (2017)

#### Herecké role
- Zločin v šantánu (1968) – prokurátor
- Skřivánci na niti (1969) – delegát Ústřední rady odborů
- Stopa vede do Liptákova (1969) – cimrmanolog dr. Zdeněk Svěrák
- Pane, vy jste vdova! (1970) – kritik
- Lucie a zázraky (1970) – strážník
- 30 panen a Pythagoras (1973) – učitel
- Jáchyme, hoď ho do stroje! (1974) – psycholog Klásek
- Na samotě u lesa (1975) – Lavička
- Marečku, podejte mi pero! (1976) – Šlajs
- Kulový blesk (1978) – dr. Ječný
- Brontosaurus (1979) – Bobr
- Kam nikdo nesmí (1979)
- Vrchní, prchni (1980) – soused Pařízek
- Trhák (1980) – scenárista Jíša
- Kalamita (1981) – učitel
- Jako zajíci (1981) – otec Dušek
- V podstatě jsme normální (1981) – vedoucí školení Morávek
- Srdečný pozdrav ze zeměkoule (1982) – vědec
- Karty (1982), animovaný film – vypravěč
- Jára Cimrman ležící, spící (1983) – Jára Cimrman
- Inzerát (1983)
- Tři veteráni (1983) – ministr a rádce
- Slavnosti sněženek (1983) – řidič trabantu
- Svatební cesta do Jiljí (1983), televizní film – průvodčí
- Rozpuštěný a vypuštěný (1984) – průmyslový básník Jelínek
- Co je vám, doktore? (1984) – zubař Bohouš Burda
- Jak básníci přicházejí o iluze (1984) – doc. Zajíc
- Vesničko má středisková (1985) – malíř Evžen Ryba
- Jako jed (1985) – Ing. Pavel Hnyk
- Rohy (1986), animovaný film – vypravěč
- Nejistá sezóna (1987) – Zdeněk Rybník
- Narostl mu hřebínek (1988), animovaný film – vypravěč
- Tvrdý chleba (1990)
- Obecná škola (1991) – otec Souček
- Akumulátor 1 (1994) – Fišárek
- Kolja (1996) – František Louka
- Lotrando a Zubejda (1997) – vypravěč
- Talár a ptačí zob (2003), televizní film – Morgenhall
- Tatínek (2004) – Zdeněk Svěrák
- Vratné lahve (2006) – Josef Tkaloun
- Tři bratři (2014) – vypravěč
- Po strništi bos (2017) – ředitel školy
- Moje svoboda (2019)
- Betlémské světlo (2022)[336] – Karel Šejnoha
- Stopy Járy Cimrmana (2023) – cimrmanolog dr. Zdeněk Svěrák

#### Dabing
- Grinch (2000) – vypravěč[337]
- Horton (2008) – vypravěč[338]
- Domov aneb Kam směřuje naše cesta, ve francouzském originále Home (2009) – vypravěč[339]
- Kuky se vrací (2010) – Kapitán von Hergot[340]

### Literární tvorba

#### Pro děti
- SVĚRÁK, Zdeněk; MALÁK, Jaroslav. Proč malíři nestačí plnovous?. 1. vyd. Praha: Státní nakladatelství dětské knihy, 1964. 23 s.
- SVĚRÁK, Zdeněk; SMOLJAK, Ladislav. Lochneska. 1. vyd. Praha: Dilia, 1966. 68 s.
- SVĚRÁK, Zdeněk. Tři veteráni. 1. vyd. Praha: Filmové studio Barrandov, 1982. 140 s.
- SVĚRÁK, Zdeněk. Tatínku, ta se ti povedla. 1. vyd. Praha: Albatros, 1991. 58 s. ISBN 80-00-00306-6.
- SVĚRÁK, Zdeněk. Pohádka o princezně Jasněnce, kterou Luftbaba zaklela v želvu, jak ji Olda vyprávěl Aničkám ve filmu Akumulátor 1. 1. vyd. Praha: Mht, 1994. 10 s. ISBN 80-85861-02-X.
- SVĚRÁK, Zdeněk. Radovanovy radovánky. 1. vyd. Praha: Knižní klub, 1994. 125 s. ISBN 80-7176-013-7.
- SVĚRÁK, Zdeněk. Dělání všechny smutky zahání. Praha: Albatros, 1996. 63 s. ISBN 80-00-00476-3.
- UHLÍŘ, Jaroslav; SVĚRÁK, Zdeněk. Není nutno…. 1. vyd. Praha: Primus, 1998. 47 s. ISBN 80-85625-37-7.
- SVĚRÁK, Zdeněk. Jaké je to asi v Čudu: pohádky, písničky a povídky pro děti od 8 let. 1. vyd. Havlíčkův Brod: Fragment, 2003. 92 s. ISBN 80-7200-776-9.
- SVĚRÁK, Zdeněk; UHLÍŘ, Jaroslav. Když se zamiluje kůň. 1. vyd. Havlíčkův Brod: Fragment, 2004. 93 s. ISBN 80-7200-910-9.
- SVĚRÁK, Zdeněk. Psí divadlo. In: Jiří Žáček. V Tramtárii, tam je hej – básničky pro zasmání a dobrou náladu. 1. vyd. Praha: Albatros, 2004. ISBN 80-00-01382-7.
- SVĚRÁK, Zdeněk; UHLÍŘ, Jaroslav. Mám v hlavě myš Lenku – zpěv a kytara. 1. vyd. Havlíčkův Brod: Fragment, 2006. 93 s. ISBN 80-253-0320-9.
- SVĚRÁK, Zdeněk. Radovanovy radovánky – jak se Radovan naučil hvízdat a další příhody. 1. vyd. Praha: Fragment, 2008. 63 s. ISBN 978-80-253-0542-3.
- SVĚRÁK, Zdeněk. Radovanovy radovánky – jak vyzrát na motýly a další příhody. 1. vyd. Praha: Fragment, 2008. 58 s. ISBN 978-80-253-0543-0.
- SVĚRÁK, Zdeněk; UHLÍŘ, Jaroslav. Zpěvník – největší hity. 1. vyd. Praha: Fragment, 2008. 122 s. ISBN 978-80-253-0666-6.
- SVĚRÁK, Zdeněk; UHLÍŘ, Jaroslav. Zpívání. 1. vyd. Praha: Fragment, 2009. 1 leporelo s piánkem s. ISBN 978-80-253-0660-4.
- SVĚRÁK, Zdeněk. Pan Buřtík a pan Špejlička. 1. vyd. Praha: Albatros, 2010. 60 s. ISBN 978-80-00-02681-7.
- SVĚRÁK, Zdeněk. Krávy, krávy. 1. vyd. Praha: Fragment, 2010. ISBN 978-80-253-1027-4. – leporelo s textem titulní písničky s ilustracemi Ladislavy Pechové
- SVĚRÁK, Zdeněk. Mravenčí ukolébavka. 1. vyd. Praha: Fragment, 2010. ISBN 978-80-253-1030-4. – leporelo s textem titulní písničky s ilustracemi Ladislavy Pechové
- SVĚRÁK, Zdeněk. Šupy dupy dup a jiné písničky. 1. vyd. Praha: Fragment, 2011. 8 s. ISBN 978-80-253-1276-6.
- SVĚRÁK, Zdeněk; UHLÍŘ, Jaroslav. Když je pěkné počasí. 1. vyd. Praha: Fragment, 2011. 68 s. ISBN 978-80-253-1252-0.
- SVĚRÁK, Zdeněk; UHLÍŘ, Jaroslav. Dětem. 1. vyd. Praha: Fragment, 2013. 349 s. ISBN 978-80-253-1949-9.
- SVĚRÁK, Zdeněk. Buřtík a Špejlička – Cesta do Žatce. 1. vyd. Praha: Albatros, 2016. 44 s. ISBN 978-80-00-04454-5.
- SVĚRÁK, Zdeněk. Město spí. 1. vyd. Praha: Bambook, 2018. 41 s. ISBN 978-80-271-0630-1.
- SVĚRÁK, Zdeněk. Čerti nejsou. [s.l.]: Bambook, 2023. 96 s. ISBN 978-80-271-5198-1.

#### Pro dospělé
- SVĚRÁK, Zdeněk. Texty. Praha: [s.n.], 1968.
- SMOLJAK, Ladislav; SVĚRÁK, Zdeněk; ŠEBÁNEK, Jiří. Jára da Cimrman. 1. vyd. Praha: Mladá fronta, 1970. 179 s.
- SMOLJAK, Ladislav; SVĚRÁK, Zdeněk. Jára Cimrman. 1. vyd. Praha: Filmové studio Barrandov, 1982. 191 s.
- TAUSSIG, Pavel. Filmový smích Ladislava Smoljaka a Zdeňka Svěráka. Praha: Československý filmový ústav, 1987.
- SVĚRÁK, Zdeněk; SMOLJAK, Ladislav; JUST, Vladimír. Divadlo Járy Cimrmana. Praha: Melantrich, 1987.
- KUBÍKOVÁ, Pavlína. Ladislav Smoljak – Zdeněk Svěrák. Praha: Československý filmový ústav, 1988.
- SVĚRÁK, Zdeněk; SMOLJAK, Ladislav. Filmové komedie Zdeňka Svěráka a Ladislava Smoljaka. 1. vyd. Hradec Králové: Kruh, 1991. 191 s. ISBN 80-7031-504-0.
- SMOLJAK, Ladislav; SVĚRÁK, Zdeněk. Akt. 1. vyd. Praha: Paseka, 1992. 80 s. (Divadlo Járy Cimrmana; sv. 1). ISBN 80-85192-20-9.
- SMOLJAK, Ladislav; SVĚRÁK, Zdeněk. Vyšetřování ztráty třídní knihy. 1. vyd. Praha: Paseka, 1992. 56 s. (Divadlo Járy Cimrmana; sv. 2). ISBN 80-85192-21-7.
- SMOLJAK, Ladislav; SVĚRÁK, Zdeněk. Hospoda na mýtince. 1. vyd. Praha: Paseka, 1992. 64 s. (Divadlo Járy Cimrmana; sv. 3). ISBN 80-85192-25-X.
- SMOLJAK, Ladislav; SVĚRÁK, Zdeněk. Vražda v salónním coupé. 1. vyd. Praha: Paseka, 1992. 64 s. (Divadlo Járy Cimrmana; sv. 4). ISBN 80-85192-23-3.
- SMOLJAK, Ladislav; SVĚRÁK, Zdeněk. Němý Bobeš aneb Český Tarzan. 1. vyd. Praha: Paseka, 1992. 64 s. (Divadlo Járy Cimrmana; sv. 5). ISBN 80-85192-46-2.
- SMOLJAK, Ladislav; SVĚRÁK, Zdeněk. Cimrman v říši hudby. 1. vyd. Praha: Paseka, 1992. 56 s. (Divadlo Járy Cimrmana; sv. 6). ISBN 80-85192-42-X.
- SMOLJAK, Ladislav; SVĚRÁK, Zdeněk. Dlouhý, Široký a Krátkozraký. 1. vyd. Praha: Paseka, 1992. 64 s. (Divadlo Járy Cimrmana; sv. 7). ISBN 80-85192-26-8.
- SMOLJAK, Ladislav; SVĚRÁK, Zdeněk. Posel z Liptákova. 1. vyd. Praha: Paseka, 1992. 72 s. (Divadlo Járy Cimrmana; sv. 8). ISBN 80-85192-41-1.
- SMOLJAK, Ladislav; SVĚRÁK, Zdeněk. Lijavec. 1. vyd. Praha: Paseka, 1992. 64 s. (Divadlo Járy Cimrmana; sv. 9). ISBN 80-85192-22-5.
- SMOLJAK, Ladislav; SVĚRÁK, Zdeněk. Dobytí severního pólu Čechem Karlem Němcem 5. dubna 1909. 1. vyd. Praha: Paseka, 1992. 74 s. (Divadlo Járy Cimrmana; sv. 10). ISBN 80-85192-52-7.
- SMOLJAK, Ladislav; SVĚRÁK, Zdeněk. Blaník – jevištní podoba historického mýtu. 1. vyd. Praha: Paseka, 1992. 64 s. (Divadlo Járy Cimrmana; sv. 11). ISBN 80-85192-27-6.
- SVĚRÁK, Zdeněk; TROUSIL, Jaroslav. Obecná škola – filmová povídka. 1. vyd. Praha: Paseka, 1992. 138 s. ISBN 80-901091-7-9.
- SMOLJAK, Ladislav; SVĚRÁK, Zdeněk. To nejlepší ze Smoljaka, Svěráka a Járy Cimrmana. 1. vyd. Praha: Exact Service, 1992. 251 s. ISBN 80-901380-0-4.
- SVĚRÁK, Zdeněk; RUT, Přemysl. Historie Divadla Járy Cimrmana. 1. vyd. Praha: Paseka, 1993. 140 s. (Divadlo Járy Cimrmana; sv. 12). ISBN 80-85192-62-4.
- SLOVÁK, Jan; SVĚRÁK, Jan; SVĚRÁK, Zdeněk. Akumulátor 1. Praha: Mht, 1994. 122 s. ISBN 80-85861-01-1.
- SMOLJAK, Ladislav; SVĚRÁK, Zdeněk. Záskok – Cimrmanova hra o nešťastné premiéře hry Vlasta. 1. vyd. Praha: Paseka, 1994. 80 s. (Divadlo Járy Cimrmana; sv. 13). ISBN 80-85192-84-5.
- SVĚRÁK, Zdeněk. Vesničko má středisková. Praha: Primus, 1995. 88 s. ISBN 80-85625-49-0.
- SVĚRÁK, Zdeněk; TAUSSIG, Pavel. Kolja. Praha: Primus, 1996. 135 s. ISBN 80-85625-63-6.
- SMOLJAK, Ladislav; SVĚRÁK, Zdeněk. Švestka – jevištní sklerotikon. 1. vyd. Praha: Paseka, 1998. 74 s. (Divadlo Járy Cimrmana; sv. 14). ISBN 80-7185-181-7.
- SMOLJAK, Ladislav; SVĚRÁK, Zdeněk; JUST, Jiří. To nejlepší ze Smoljaka, Svěráka a Járy Cimrmana (2. díl). 1. vyd. Praha: První Nakladatelství Knihcentrum, 1998. 292 s. ISBN 80-86054-63-2.
- SVĚRÁK, Zdeněk; ŠEBÁNEK, Jiří; VONDRÁČEK, Jiří. Vinárna U Pavouka – výbor scénářů a textů stejnojmenného rozhlasového pořadu. 1. vyd. Praha: Český rozhlas, 1998. 212 s. ISBN 80-86212-01-7.
- SVĚRÁK, Zdeněk. Tmavomodrý svět – filmová povídka. 1. vyd. Praha: Primus, 2001. 146 s. ISBN 80-86207-32-3.
- SVĚRÁK, Zdeněk, a kol. Usměj se, Lízo. 1. vyd. Jihlava: Listen, 2004. 155 s. (Česká povídka). ISBN 80-86526-09-7. Povídka Natáčecí den.
- SVĚRÁK, Zdeněk. Vratné lahve – literární filmový scénář. 1. vyd. Praha: Fragment, 2007. 96 s. Dostupné online. ISBN 978-80-253-0403-7.
- SVĚRÁK, Zdeněk. Povídky. 1. vyd. Praha: Fragment, 2008. 106 s. ISBN 978-80-253-0761-8.
- SMOLJAK, Ladislav; SVĚRÁK, Zdeněk; RUT, Přemysl. Hry a semináře – úplné vydání. 1. vyd. Praha a Litomyšl: Paseka, 2009. 565 s. ISBN 978-80-7185-973-4.
- SVĚRÁK, Zdeněk; WEIGEL, Jaroslav; WEIGEL, Michal. Ladislav Smoljak hrající, bdící. 1. vyd. Praha: Fragment, 2010. 60 s. (Literární biografie slavných). ISBN 978-80-253-1157-8.
- SVĚRÁK, Zdeněk. Nové povídky. 1. vyd. Praha: Fragment, 2011. 118 s. ISBN 978-80-253-1233-9.
- SVĚRÁK, Zdeněk. Po strništi bos. 1. vyd. Praha: Fragment, 2013. 92 s. ISBN 978-80-253-1820-1.
- SVĚRÁK, Zdeněk. Filmové příběhy. 1. vyd. Praha: Fragment, 2015. 344 s. ISBN 978-80-253-2465-3.
- SVĚRÁK, Zdeněk. Strážce nádrže. 1. vyd. Praha: Grada, 2018. 96 s. ISBN 978-80-247-4184-0.
- SVĚRÁK, Zdeněk. Povídky a jedna báseň. 1. vyd. Praha: Grada, 2021. 104 s. ISBN 978-80-271-3015-3.